# Napoleon Bonaparte

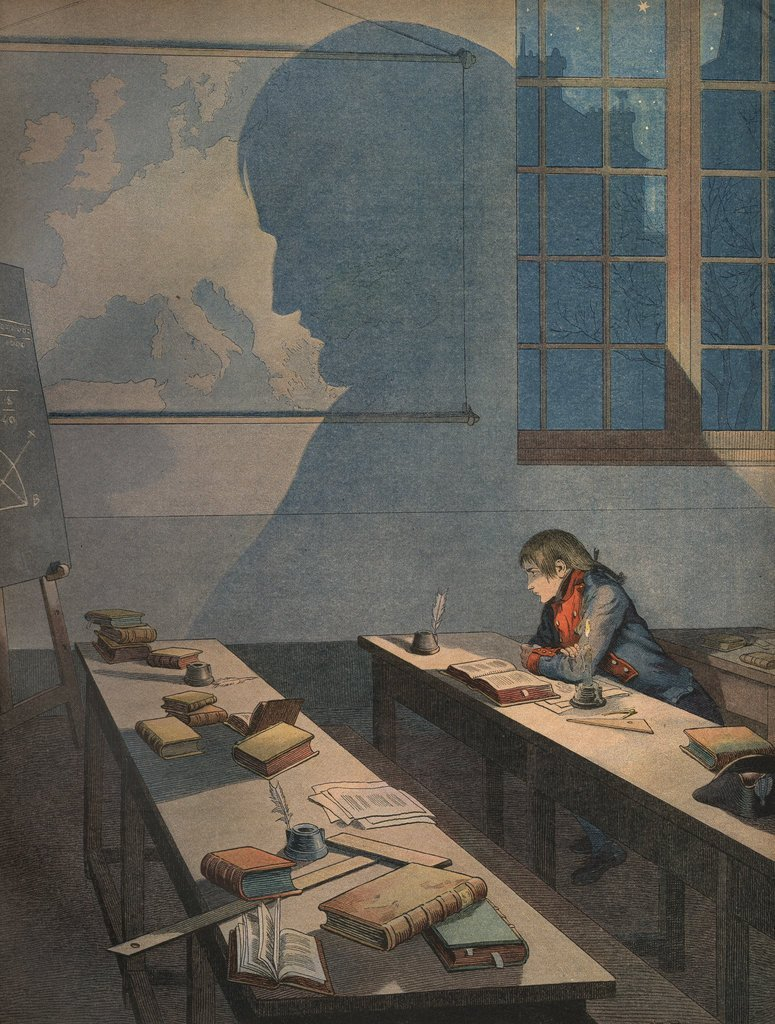
Napoleon in de militaire school ca. 1780 (litho uit 1908)

Napoleon Bonaparte (Ajaccio, 15 augustus 1769 – Sint-Helena, 5 mei 1821), gedoopt als Napoleone di Buonaparte, was een Frans generaal en dictator tijdens de laatste regeringen van de Franse Revolutie. Als Napoleon I was hij van 2 december 1804 tot 11 april 1814 keizer der Fransen. Van 17 maart 1805 tot 11 april 1814 was hij koning van Italië (hij nam een groot deel van het Italiaanse schiereiland) en van 1806 tot 1813 beschermer van de Rijnbond. Zijn juridische hervorming, de Code Napoléon, had een grote en blijvende invloed op het recht in vele landen, onder andere in Nederland en België. Hij wordt eveneens herinnerd om zijn rol in de napoleontische oorlogen en vanwege de titel van keizer die hij aannam. Het lukte hem tijdelijk een groot deel van Europa onder zijn gezag te brengen.
Napoleon werd op Corsica geboren. Zijn familieclan was van Italiaanse afkomst. In de jaren voor de Franse Revolutie werd hij in Brienne-le-Château tot artillerieofficier opgeleid. Bonaparte kreeg onder de Eerste Franse Republiek bekendheid. Hij wist de Eerste en Tweede Coalitie tegen Frankrijk te verslaan. In 1799 pleegde hij een staatsgreep, waarna hij zichzelf als eerste consul installeerde. In 1804 liet hij zich tot keizer van Frankrijk uitroepen. Na een serie van overwinningen slaagde hij erin met Frankrijk continentaal Europa te domineren. Bij de handhaving van de Franse invloedssfeer maakte Napoleon gebruik van allianties, waarbij hij in andere landen familieleden in machtsposities benoemde om daar als Franse vazallen te heersen, zoals Lodewijk Napoleon in het koninkrijk Holland. In Vlaanderen waren er adellijke getrouwen, zoals Charles Joseph François Vilain XIIII en zijn nageslacht.
De veldtocht van Napoleon naar Rusland in 1812 was het keerpunt. Zijn Grande Armée werd gedecimeerd en in 1813 versloeg de Zesde Coalitie Napoleon in de Slag bij Leipzig. In 1814 viel de Coalitie Frankrijk binnen. Hij trad af en werd verbannen naar het eiland Elba. In februari 1815 keerde hij terug naar Frankrijk en greep opnieuw de macht, wat het begin inluidde van de Honderd Dagen. Hij werd in de Slag bij Waterloo verslagen en keerde weer naar Parijs. Hij abdiceerde opnieuw, gaf zich over aan de Britten en werd naar naar Sint-Helena verbannen. Volgens een autopsie stierf hij er aan maagkanker.

## Biografie

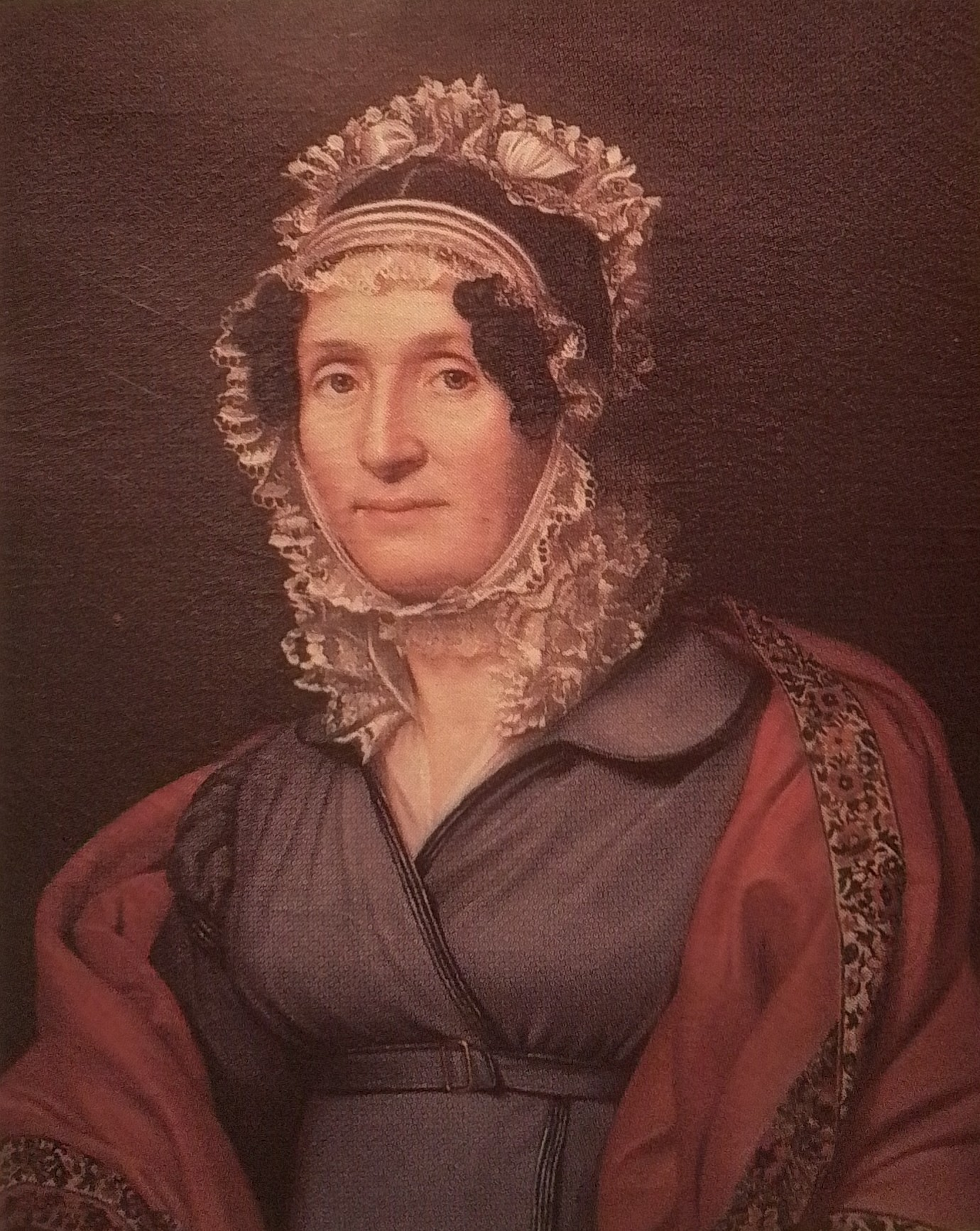
Madame Mère van Joseph Karl Stieler (1811)

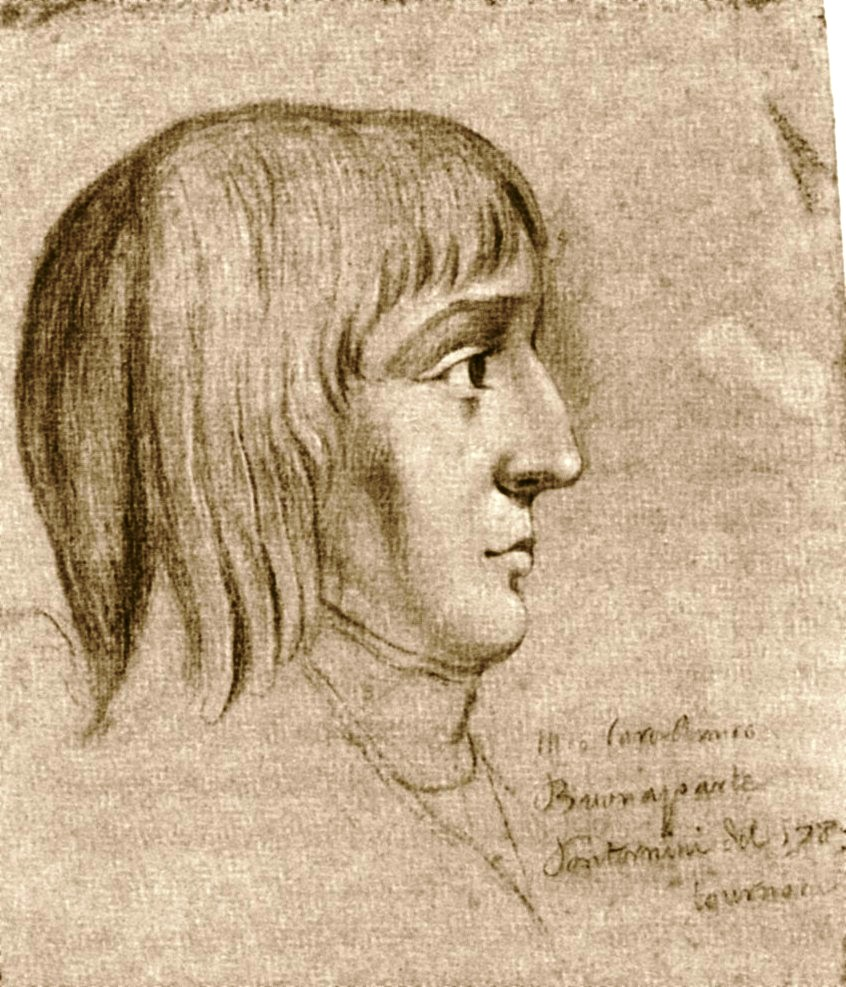
Bonaparte, 16 jaar

### Jeugd en studies
Napoleon werd gedoopt als Napoleone di Buonaparte. Hij was de tweede zoon van Maria Laetitia Ramolino en Carlo Maria Buonaparte, die advocaat was. Zijn ouders hadden dertien kinderen, van wie er slechts acht de vroege kinderjaren overleefden. Napoleon werd gedoopt in de kathedraal Notre-Dame-de-l'Assomption te Ajaccio.
De familie stamde af van Gabriele Buonaparte die in de zestiende eeuw in Ajaccio woonde, maar waar hij vandaan kwam blijft onzeker. Volgens de overtuigendste hypothese wordt hij verbonden met het stadje Sarzana, op de grens van Toscane en Ligurië. Een relatie van de Buonapartes met Ligurië valt op basis van DNA-onderzoek niet uit te sluiten.
De familie Buonaparte was niet rijk, maar had voldoende te eten. Napoleon groeide op het eiland Corsica op. De dominante invloed tijdens zijn jeugd was zijn moeder Laetitia, die met haar kordate discipline de luidruchtige jongen in bedwang kon houden. Hij speelde op school vaak soldaatje en nam daarbij altijd de leiding.
Carlo Buonaparte kon van de Franse gouverneur een studiebeurs voor hem bemachtigen en op negenjarige leeftijd vertrok Napoleon naar Frankrijk. Hij bezocht eerst een college van monniken in Autun om Frans te leren – zijn moedertaal Corsicaans is een Italiaans dialect – en kreeg daarna een opleiding aan de militaire school in Brienne. Hij leerde er wiskunde, Latijn, Frans, Duits, geschiedenis, aardrijkskunde, natuurkunde, vestingwerken, bewapening, schermen en muziek. Hij verwierf er een reputatie als een einzelgänger, die lezen verkoos boven het gezelschap van rijkere klasgenoten.
Hij had geen aanleg voor talen, maar was sterk in wiskunde. Zijn academische prestaties varieerden. Zijn Latijn was zo slecht dat hij niet eens werd getest.
In 1784 vervolgde hij zijn studie aan de École Militaire te Parijs. Napoleon deed er vervroegd examen, slaagde en werd op zijn zestiende benoemd tot tweede luitenant. Hij nam in januari 1786 dienst in het regiment La Fère in Valence. In juni 1786 werd hij overgeplaatst naar Auxonne bij Dijon.
In Autun studeerde hij drie jaar Frans. De rector van het seminarie, pater Chardon, herinnerde zich hem als serieus en attent. Hij leerde echter niet de juiste uitspraak en sprak heel zijn leven Frans met een Corsicaans accent. Tot het jaar 1793 spelde hij zijn naam in het Italiaans als Buonaparte. Pas dan verfranste hij het tot Bonaparte. Van zijn lessen Duits bracht hij niets terecht.
Om zijn moeder financieel te helpen, nam hij zijn elfjarige broer Lodewijk Napoleon bij zich en bekommerde zich om diens opvoeding. Napoleon toonde belangstelling voor geschiedenis en literatuur. Plutarchus, Caesar, Corneille, Voltaire en de filosoof Rousseau waren zijn favoriete auteurs. De roman Die Leiden des jungen Werthers van Johann Wolfgang von Goethe las hij meermaals.

### Generaal van de Franse Revolutie

#### Eerste wapenfeiten en Corsica
Toen in 1789 de Franse Revolutie uitbrak, sloot hij zich daarbij aan. Hij was toen een negentienjarige luitenant in een artillerieregiment gestationeerd in Auxonne, onder bevel van generaal Jean-Pierre du Teil. In opdracht van Du Teil onderdrukte hij op 19 juli 1789 een hongeropstand.
Tijdens de revolutie werd de Corsicaanse patriot Pasquale Paoli uitgenodigd om terug te keren uit Engeland. Nadat hij door de revolutionairen in Parijs als een held was ontvangen, vestigde Paoli zich in 1790 opnieuw op Corsica - nu een Frans departement - waar hij de leiding van het plaatselijk bestuur in handen kreeg. Tot zijn medewerkers van die tijd behoorde Napoleon Bonaparte. Maar Paoli kreeg het moeilijk met de revolutie toen die steeds radicaler werd. In 1793 mislukte een poging om met een Frans legertje vanuit Corsica Sardinië te veroveren, omdat Paoli de expeditie heimelijk saboteerde. Als gevolg daarvan eiste de Nationale Conventie in Parijs zijn arrestatie.
Paoli ontketende opnieuw een opstand en verdreef met Britse hulp de Fransen uit hun voornaamste steunpunten. De clan Bonaparte die zich tegen Paoli had gekeerd moest vluchten. In 1794 stelde Corsica zich onder Brits gezag. Als de zelfstandige Corsicaanse Republiek kreeg het een eigen grondwet, met de Britse koning George III als koning en de Brit Sir Gilbert Elliot werd onderkoning. Paoli werd echter door de Britten aan de kant geschoven en verliet in 1795 Corsica voorgoed. In 1796 werd Corsica weer Frans.

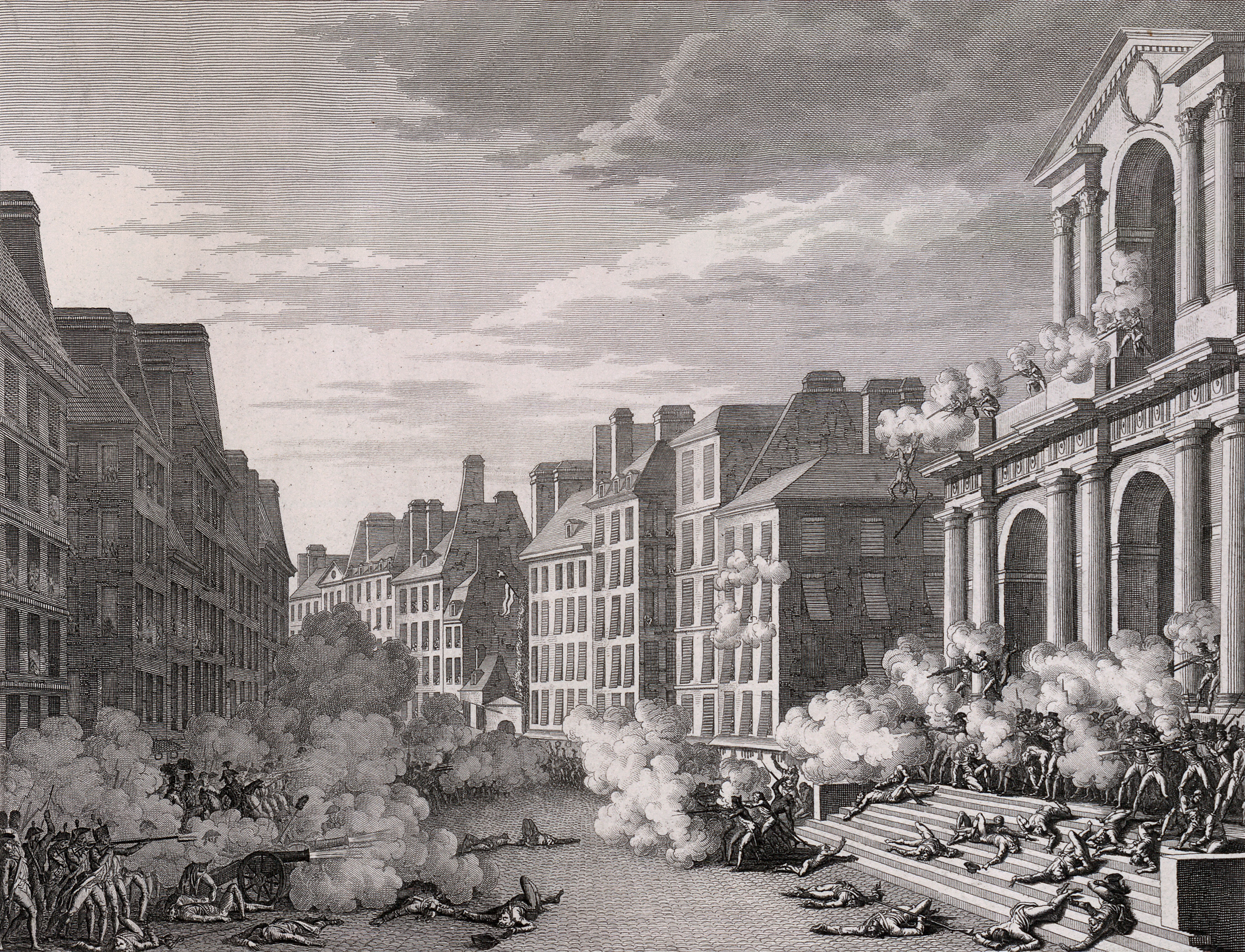
Napoleon laat de opstandelingen met kartetsen beschieten op de treden van de Église Saint-Roch

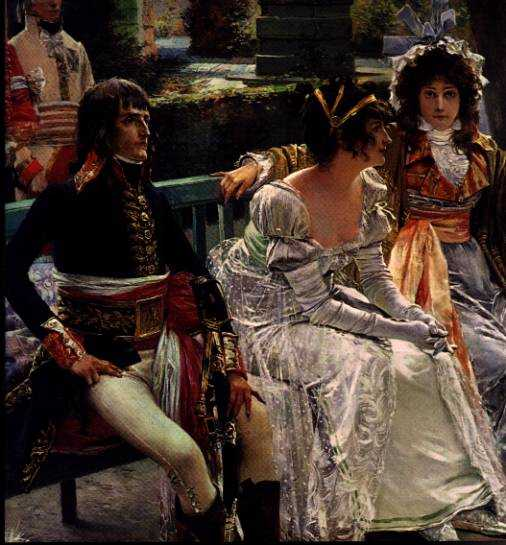
Huwelijk van Napoleon met Joséphine de Beauharnais

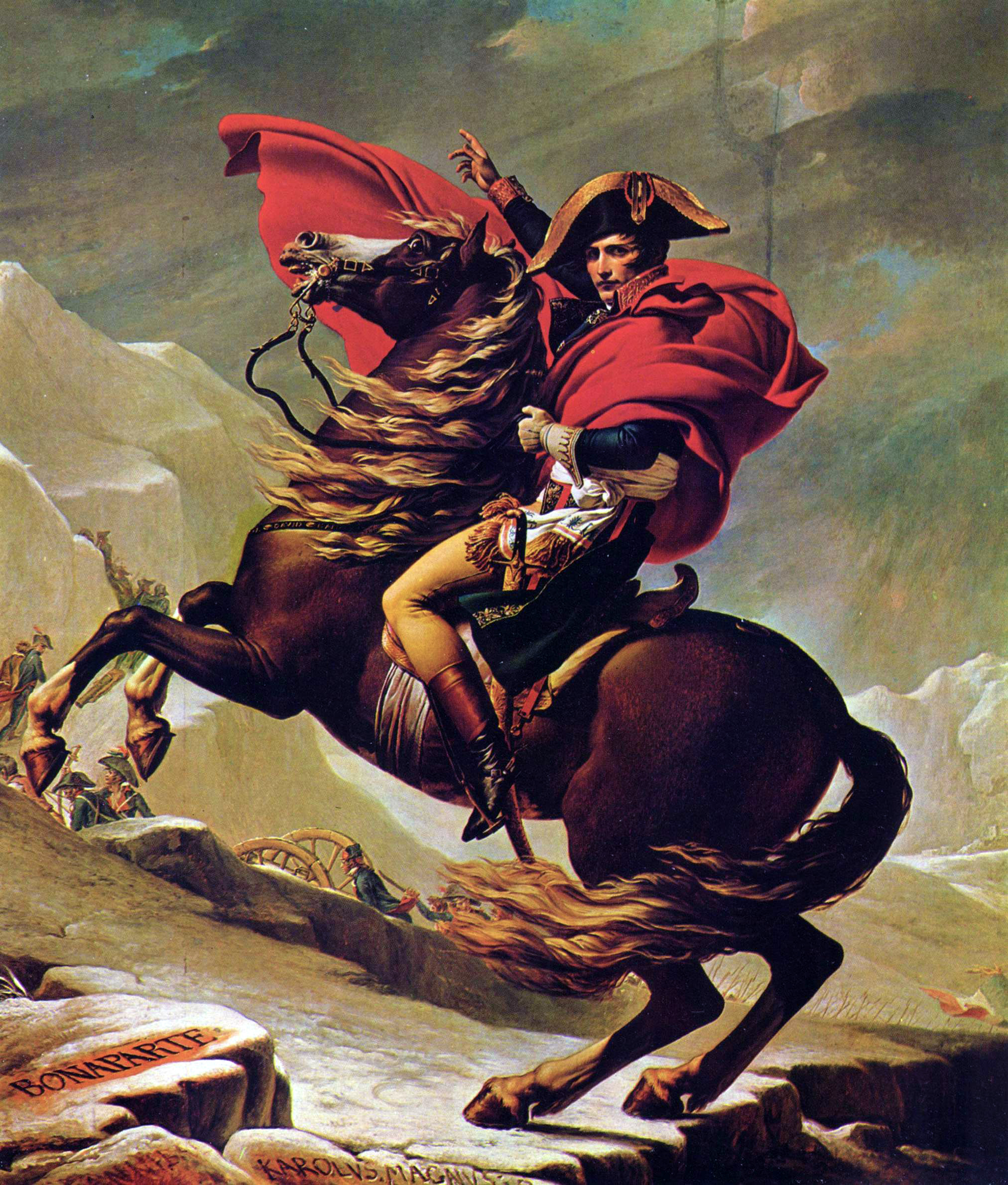
Napoleon trekt de Alpen over, geschilderd door Jacques-Louis David

#### Langs Toulon en Parijs naar het voorplan
In januari 1793 werd Lodewijk XVI onthoofd in Parijs. Onder druk van echte en vermeende vijanden in binnen- en buitenland, evolueerde de Revolutie naar een legale Terreur. Verschillende delen van het grondgebied waren niet onder controle. Onder Jean-François Carteaux was kapitein Bonaparte in de zomer betrokken bij het neerslaan van de Federalistische opstanden in Avignon. Op 28 juli had hij op de jaarmarkt van Beaucaire een ontmoeting met vier zuiderse opposanten, die hij tijdens het avondeten zou hebben overtuigd van de gerechtvaardigdheid van de zaak van de Nationale Conventie. Hij schreef hierover Le Souper de Beaucaire, een jakobijns pamflet dat met de steun van conventieleden gedrukt werd. Op korte termijn hielp het ongetwijfeld zijn carrière vooruit, maar als keizer zou hij de sporen ervan proberen uit te wissen.
Eind 1793 slaagde Napoleon erin om de oorlogshaven Toulon, die in handen was van royalisten en gematigde revolutionairen, in te nemen. Deze overwinning versterkte zijn band met Augustin Robespierre, de broer van de jakobijnenleider Maximilien. Na de val van Robespierre, werd Bonaparte op 9 augustus 1794 gearresteerd en zat hij elf dagen in de gevangenis van het Fort Carré van Antibes, op verdenking van robespierrisme.
In 1795 kreeg hij eerst een voorstel om in de Vendée een bevel op zich te nemen, maar dit weigerde hij. Van Nice verhuisde hij naar Parijs. Hij leefde er in grote armoede. Zonder succes trachtte hij een overplaatsing naar Constantinopel te bekomen om daar zijn diensten aan te bieden aan de sultan Selim III van het Ottomaanse Rijk.
In oktober kwam zijn kans om op de voorgrond te treden. Op vraag van de regering sloeg Napoleon te Parijs de royalistische opstand van 13 Vendémiaire neer door met 40 kanonnen kartetsen op de menigte te schieten. Als beloning werd hij vervolgens bevorderd tot brigadegeneraal.

#### Italiaanse Veldtocht en huwelijk met Joséphine
In maart 1796 kreeg hij als 26-jarige het opperbevel over het leger van Italië, om Oostenrijk aan te vallen. De motieven van het Directoire waren politiek. Op 9 maart was hij gehuwd met Joséphine de Beauharnais, die de maîtresse van Paul Barras geweest was en uit haar briefwisseling blijkt dat Barras Napoleon dit commando beloofd had, voordat zij er in toegestemd had hem te huwen. Napoleon was verliefd op haar; anderzijds was zij iemand met veel relaties in de Parijse salons, wat gunstig was voor hem. Barras zou volgens zijn collega's over Bonaparte gezegd hebben: "Promoveer deze man, of hij zal zichzelf promoveren zonder jullie". Door haar contacten met vertegenwoordigers van het Ancien Régime, de Revolutie en leden van het Directoire, bleek Josephine zelfs een waardevolle steun te zijn tijdens de staatsgreep van Napoleon op 18 Brumaire (9 november 1799).
Slechts twee dagen na zijn huwelijk reisde Napoleon naar Nice aan de Côte d'Azur. Hij nam er het opperbevel van het zogenaamde Italiëleger op zich. Vanaf dat moment schreef hij zijn familienaam op Franse wijze als Bonaparte in plaats van Buonaparte.
Het leger van Italië was verwaarloosd. De soldaten waren slecht gevoed en hadden in maanden geen soldij ontvangen. Napoleon herstelde er de discipline, stak de Alpen over, dwong Piëmont tot capitulatie en rukte op naar Piacenza. Op 10 mei 1796 versloeg hij de Oostenrijkers in de Slag bij Lodi en op 14 mei deed hij zijn intrede in Milaan. Hierna volgden er twee slagen (de Slag bij de brug van Arcole en de Slag bij Rivoli) die Napoleon won. Dankzij deze overwinningen kon hij doordringen tot op 120 km afstand van Wenen. Na moeizame onderhandelingen werd een vredesverdrag ondertekend door Napoleon en de Oostenrijkse afgevaardigde graaf Ludwig von Cobenzl in het plaatsje Campo-Formio (regio Friuli-Venezia Giulia).

#### Mediterrane veldtocht van 1798: Malta, Egypte, Akko
Na een triomftocht in Parijs met de Italiaanse oorlogsbuit richtte Napoleon zijn vizier op Groot-Brittannië. Hiervoor bracht hij de Franse mediterrane veldtocht van 1798 op gang, met als belangrijkste onderdeel de Egyptische expeditie. Deze veldtocht had een dubbel doel: enerzijds wilde hij Frankrijk een grotere koloniale macht laten worden dan Groot-Brittannië en anderzijds wilde hij de Britten treffen in het hart van het Britse Rijk, namelijk in de verbinding tussen Groot-Brittannië en Brits-Indië. Het Directoire (destijds het Franse revolutionaire bewind) en vooral Paul Barras, zag de in macht rijzende Napoleon liever gaan, maar wilde daarvoor niet de hele vloot riskeren. Bovendien werd het einddoel, Egypte veroveren en Brits-Indië aanvallen, als onhaalbaar gezien.
Napoleon vertrok in 1798 naar Egypte. Op de weg daarheen bezette hij Malta door de Maltese ridderorde te verslaan, waarbij tevens 2000 slaven werden vrijgekocht en de kathedraal van Valletta werd geplunderd.

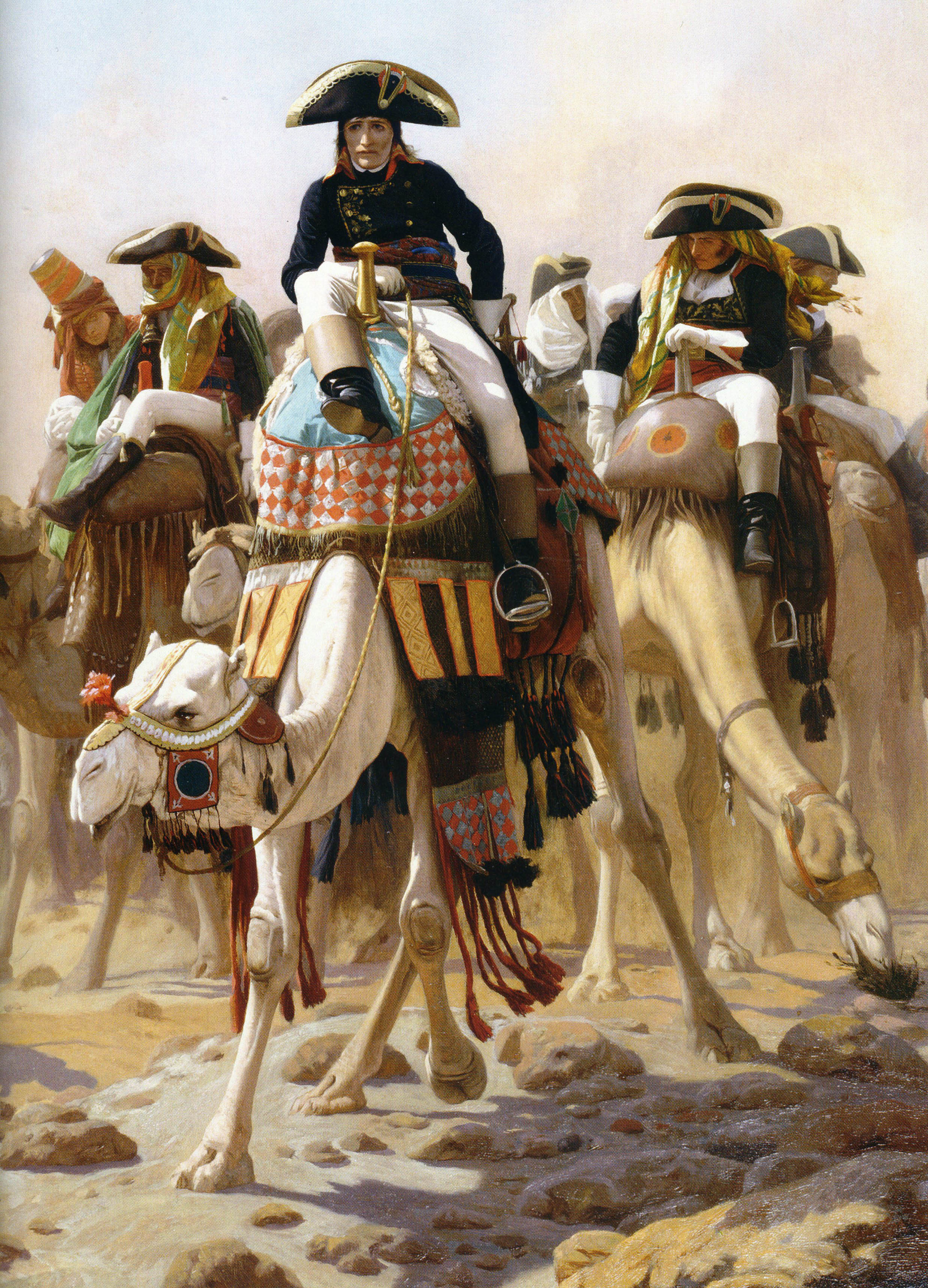
Bonaparte et son État-Major en Égypte. Schilderij van Jean-Léon Gérôme, 1863.

Eenmaal aangekomen in Egypte in de zomer van 1798 werd de Franse vloot al gauw door de Britse admiraal Horatio Nelson verslagen in de Slag bij de Nijl, die plaatsvond in de Baai van Aboukir.
Napoleon echter was dan reeds aan land gegaan en was onderweg naar Caïro. Zijn leger, dat geen ervaring had met dit soort klimaatomstandigheden, werd al gauw geteisterd door hitte, uitdroging en ziekte. Uiteindelijk stierven hierdoor meer soldaten dan op het slagveld. Napoleon behaalde een overwinning op de mammelukken in de Slag bij de piramiden. Intussen stond het Italiaanse front op instorten en was de terugweg afgesloten door de Britse vloot. Daarnaast verklaarde de sultan van het Ottomaanse Rijk Napoleon de oorlog, omdat hij de mammelukken had verdreven. Napoleon trok naar Syrië om de sultan voor te zijn. Na aanvankelijke successen gaf Napoleon het beleg van Akko op en trok hij zich terug naar Caïro. Omdat de situatie hopeloos was en de politieke situatie in Frankrijk verslechterde keerde hij in het geheim naar Frankrijk terug.

### Staatsgreep en dictatuur

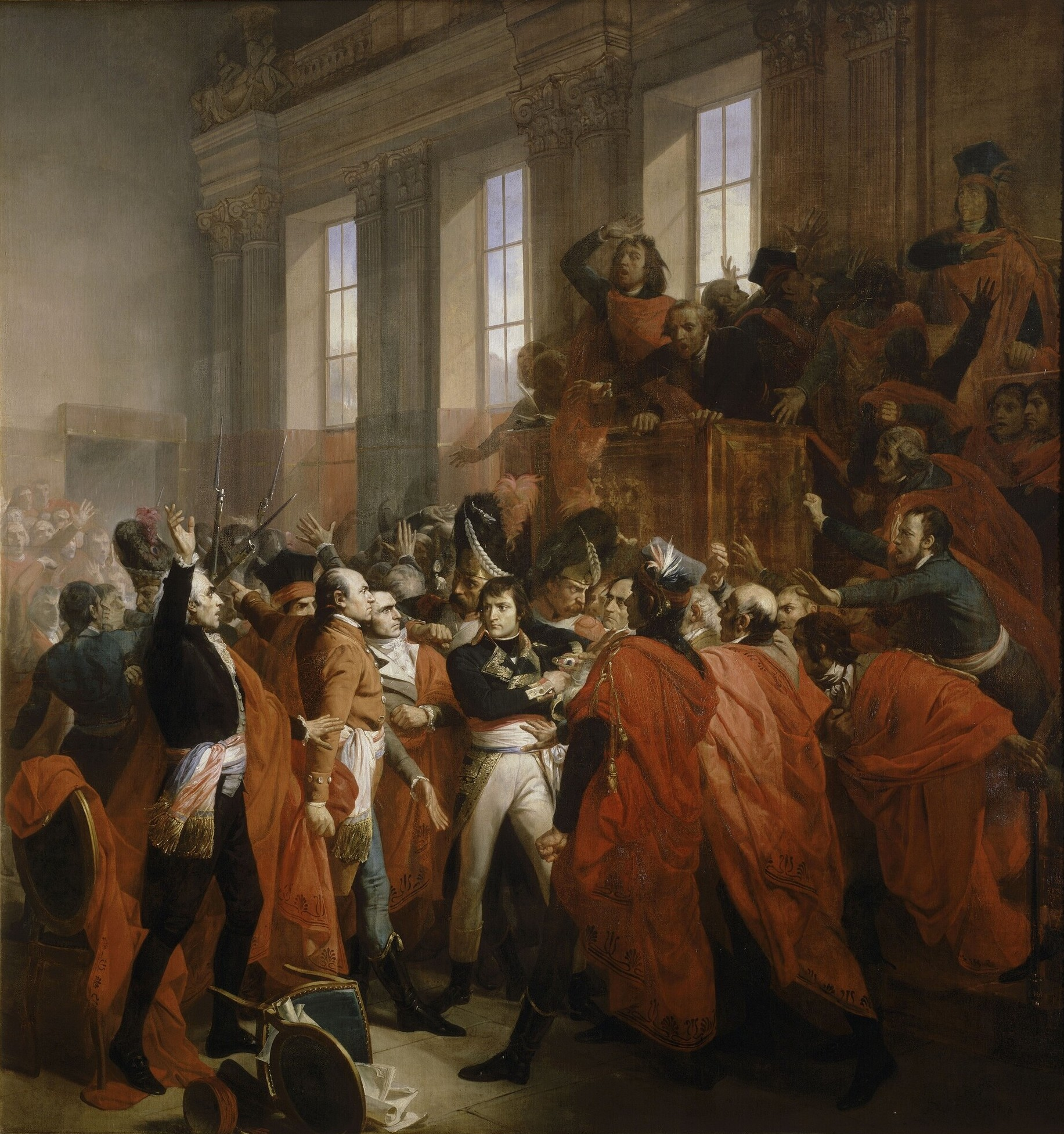
Napoleon belaagd in de Raad van Vijfhonderd, schilderij van François Bouchot (1840)

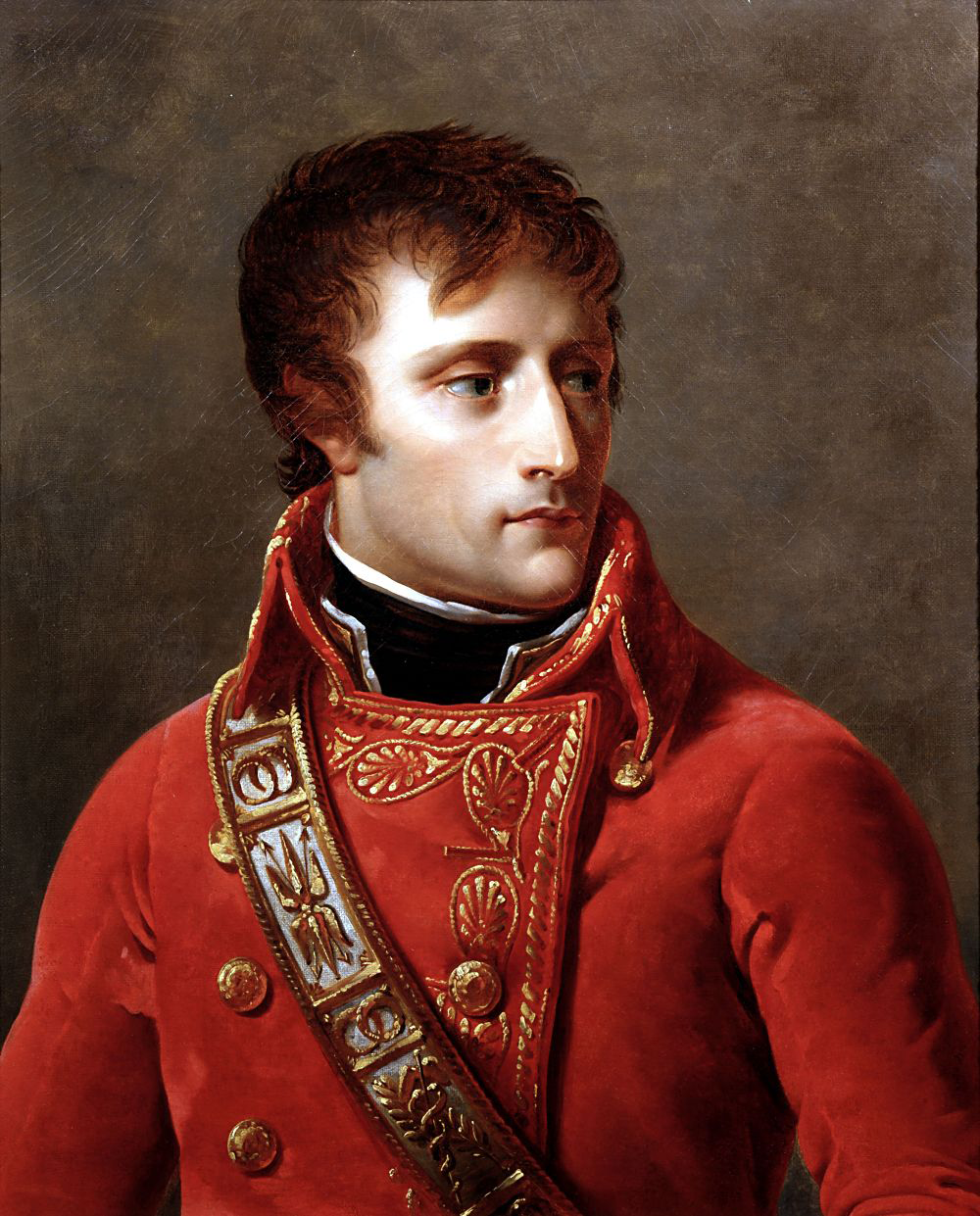
Napoleon als eerste consul, schilderij van Antoine-Jean Gros (ca. 1802)

In 1799 kwam het Directoire in steeds groter wordende binnenlandse problemen, terwijl Frankrijk werd bedreigd door buitenlandse mogendheden, die successen boekten tijdens de Tweede Coalitie tegen Frankrijk. Inflatie, enorme staatsleningen, grote armoede, een slecht functionerende ambtenarij en corruptie teisterden het land.
Emmanuel Joseph Sieyès, een van de leden van het Directoire, plande een staatsgreep om het Directoire omver te werpen. Hij vroeg de populaire Napoleon om hierbij militaire steun te verlenen. Zowel bij de voorbereidingen als bij de uitvoering van de staatsgreep speelde Talleyrand een beslissende rol. Hij wist Barras te overtuigen om zich uit de politiek terug te trekken. Na deze staatsgreep van 18 brumaire, op 9 november 1799, wilde Sieyès oorspronkelijk een president als staatshoofd aanstellen, een functie die hij voor zichzelf in gedachten had. Bonaparte wees dit echter af. De nieuwe grondwet vestigde een Consulaat, met drie consuls (voor tien jaar benoemd) aan het hoofd van de regering. Bonaparte, die de militaire macht in handen had en grote populariteit genoot, passeerde Sieyès en werd eerste consul.
Over het geheel genomen legitimeerde de grondwet de verdoken dictatuur van Napoleon. Een referendum, waarvan de resultaten werden gemanipuleerd, resulteerde in de goedkeuring van de nieuwe grondwet door de burgers. Hij liet zich bijstaan door nieuwe instellingen als de Senaat, het Tribunaat en een Raad van State, maar had in wezen de alleenheerschappij. Talleyrand werd minister van Buitenlandse Zaken en was feitelijk de tweede man van het regime, met meer macht dan de tweede en derde consuls. Het ministerie van Politie werd toevertrouwd aan Fouché. Op 19 februari 1800 nam de eerste consul zijn intrek in het Tuilerieënpaleis. In de daaropvolgende jaren schakelde Bonaparte zijn tegenstanders stap voor stap uit en consolideerde alle macht in zijn persoon.
Napoleon proclameerde deze tekst: “Burgers! De revolutie is teruggekeerd naar de principes van waaruit zij begon. Zij is voltooid.” Dit kwam vooral overeen met de wensen van de handelaars en de middenklasse. Hoewel ze de verworvenheden van de revolutie, zoals de afschaffing van feodale privileges en juridische gelijkheid, behouden wilden zien, eisten ze ook bescherming tegen de activiteiten van de radicalen of de onruststokers uit de armere lagen van de bevolking. Na een mislukte royalistische aanslag op zijn leven op 24 december 1800, gaf Bonaparte de schuld aan de jakobijnen en deporteerde 130 prominente jakobijnen naar de Zuid-Amerikaanse strafkolonie Frans-Guyana. Met het Concordaat van 15 juli 1801 sloot hij vrede met paus Pius VII en nam zo de monarchisten de wind uit de zeilen.
De overwinning in de Slag bij Marengo op 14 juni 1800 was echter voornamelijk te danken aan generaal Desaix, die sneuvelde in de strijd. Na de beslissende overwinning van de troepen onder leiding van generaal Jean-Victor Moreau in de Slag bij Hohenlinden, werd op 9 februari 1801 in Lunéville vrede gesloten met Oostenrijk. Vrede met Rusland volgde op 8 oktober 1801 en de Vrede van Amiens maakte op 25 maart 1802 een einde aan de oorlog met Groot-Brittannië
Na de Vrede van Amiens, liet hij zich benoemen tot eerste consul voor het leven en zorgde hij twee dagen later voor een grondwetswijziging die zijn dictatuur nog versterkte.
De meeste republikeinse troepen werden in 1803 naar Haïti gestuurd om een opstand neer te slaan, wat niet zou lukken.
Eveneens in 1803 vertrokken de Franse schrijfster Mme de Staël en Benjamin Constant, beiden critici van de eerste consul samen naar Duitsland. 
Bonaparte bezocht met zijn vrouw Joséphine steden in de Zuidelijke Nederlanden, zoals Oostende, Brugge, Gent, Antwerpen, Brussel, Leuven, Maastricht, Luik en Namen. Ook benoemde Bonaparte verschillende Zuid-Nederlandse gemeenten tot stad, zoals Sint-Niklaas en Lokeren in het Waasland. De twee oudste dokken van Antwerpen, het Bonaparte- en het Willemdok werden in zijn opdracht gegraven. Zo werd Antwerpen een oorlogshaven in functie van de oorlog tegen de Britten.
In 1804 werd een monarchistisch complot (geleid door onder meer Moreau en Pichegru) ontmaskerd. Napoleon beval de ontvoering van Louis Antoine Henri de Bourbon-Condé, de hertog van Enghien en schond hierbij de soevereiniteit van Baden. De hertog werd snel geëxecuteerd na een geheim militair proces, alhoewel hij onschuldig was. In heel Europa, vooral in Rusland werd deze terechtstelling beschouwd als een politieke moord waarvoor Napoleon persoonlijk verantwoordelijk was.

Napoleon kroont zichzelf tot keizer in aanwezigheid van paus Pius VII, geschilderd door Jacques-Louis David

### Keizer van de Fransen
Bonaparte had nu alle macht en regeerde als dictator. Op 18 mei 1804 verleende de senaat Napoleon de titel van keizer. In de voorstelling van de Fransen werd de koningstitel geassocieerd met het absolutisme van de Bourbons en Napoleon distantieerde zich hier van. Bovendien riepen de woorden keizer en keizerrijk figuren als Augustus en Karel de Grote op en het enorm grote Romeinse Rijk dat eeuwen bestaan had. Op 15 juli 1804 reikte hij het eerste ereteken van Légion d'honneur uit. 
Op 2 december kroonde hij zichzelf, in aanwezigheid van de paus in de Notre-Dame van Parijs als Napoleon I, keizer der Fransen. Zo koos hij er ondanks de Revolutie toch voor om zijn status voor te stellen als door God gewild. Het keizerrijk had zijn eigen symbolen. De adelaar verwees naar de Romeinse legioenen. De rode mantel verwees naar het purper van het Romeinse imperium. Napoleon presenteerde zichzelf dus als erfgenaam van de Romeinse keizers en van Karel de Grote.
Deze keizerstitel en erbovenop zijn nieuwe titel koning van Italië werd niet gewaardeerd door de traditionele vorsten die hun status verworven hadden tijdens het ancien régime, omdat hij in hun ogen een "parvenu" was. De Franse Bourbons, de uitgeweken Franse adel (les émigrés) en het Britse rijk zouden zijn keizerstitel nooit erkennen. Voor de broers van Lodewijk XVI, de latere koningen Lodewijk XVIII en Karel X was hij een usurpator, die wederrechtelijk zichzelf tot vorst van Frankrijk uitriep.

### Het Continentaal Stelsel en uitbreiding van het Keizerrijk
Napoleon beging de fout dat hij het belang van de Engelse blokkade van Europese continentale havens (van Marseille tot aan Riga) onderschatte. In Frankrijk werd meer textiel geproduceerd om het verlies aan kledingsstukken door het wegvallen van de invoer uit Engeland en de Britse kolonies op te vangen. De aardappelteelt breidde zich uit en in plaats van suiker dat uit suikerriet werd gewonnen, leerde men om suiker uit suikerbieten te maken.
Het Continentaal Stelsel was gebaseerd op handelsjaloezie. Het schaadde Frankrijk op lange termijn echter meer dan het Verenigd Koninkrijk. Hoewel vanuit Engeland niets meer naar Europa mocht komen was er wel uitvoer van Franse producten naar de Engelse havens. Zelfs graan werd naar Groot-Brittannië uitgevoerd, alhoewel de voedselbevoorrading van dat land in de problemen had kunnen komen zonder de invoer van Franse landbouwproducten. Napoleon dacht dat het stilleggen van de Britse export de Britse economie zou ruïneren. Dit gebeurde niet omdat de Britten meer gingen exporteren naar Noord- en Zuid-Amerika en omdat via smokkelroutes Britse afgewerkte producten toch Nederland, Duitsland en Rusland binnenkwamen.
Bovendien had de blijvende vijandigheid tussen Frankrijk en het Verenigd Koninkrijk tot gevolg dat Napoleon zelfs na de grote overwinning bij Austerlitz (1805) en de Vrede van Tilsit op 7 juli 1807, waarbij hij afspraken maakte met Alexander I van Rusland zijn machtspositie op het continent niet volledig kon consolideren.
Na verovering van de Pauselijke Staat schafte Napoleon die af (1809). Hij richtte de departementen Rome en Trasimène in. Zijn generaal Radet arresteerde Pius VII en staatssecretaris Bartolomeo Pacca. Pacca werd opgesloten in het fort van Fenestrelle en Pius VII werd in Savone opgesloten (1809) en nadien in Fontainebleau (1812). In 1813 kon Pius VII terugkeren naar Rome, na het sluiten van een nieuw concordaat van Fontainebleau. Tot een pauselijke residentiestad Fontainebleau kwam het echter nooit.
Door zelfs Rome en in 1809 ook de Illyrische provincies aan de Adriatische Zee bij Frankrijk te annexeren verstoorde Napoleon nog meer dan reeds het geval was, het Europese machtsevenwicht. Hij wou duidelijk meer dan natuurlijke grenzen voor Frankrijk, waarmee men de Alpen en de Rijn bedoelde. De Oostenrijkse minister Johann Ludwig von Cobenzl sprak reeds in 1803 de gedachte uit dat Napoleon droomde van een universele monarchie. Dit beeld werd versterkt door de Romeinse symbolen die in het empire gebruikt werden en door de invasie van Rusland met een enorm leger in 1812.

#### Overwinning op de Derde en Vierde Coalitie

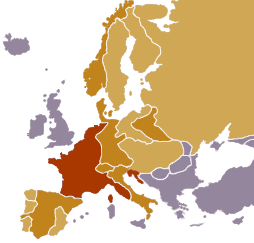
Franse keizerrijk 1811
vazalstaten
bondgenoten
tegenstanders en neutralen

Tijdens Napoleons periode als eerste consul en keizer van Frankrijk voerden het Verenigd Koninkrijk, keizerrijk Rusland, Oostenrijk en Pruisen, bijna continu oorlog tegen Frankrijk. Napoleon wist zijn vijanden echter keer op keer te verslaan. Napoleon werd door de Europese staten gezien als degene die in Frankrijk na de terreur van de Franse Revolutie de rust wist te herstellen. Zijn veroveringsdrang werd echter gevreesd.
Het Verenigd Koninkrijk, Rusland, Zweden, het Heilige Roomse Rijk, Oostenrijk en het koninkrijk Napels verklaarden Frankrijk de oorlog, waarmee de Derde Coalitieoorlog begon (1805). Het Verenigd Koninkrijk beschouwde Frankrijk als een gevaarlijke economische concurrent. De Oostenrijkers vielen op 8 september Frankrijks bondgenoot Beieren binnen, maar Napoleon trok snel tegen hen op. Hij versloeg in oktober een groot Oostenrijks leger bij Ulm en marcheerde op naar Wenen en bezette zelfs de Oostenrijkse hoofdstad. De Oostenrijkse en Russische legers wilden Wenen heroveren, maar Napoleon boekte op 2 december in de Slag bij Austerlitz weer een grote overwinning. Het resultaat was dat Oostenrijk op 26 december 1805 de Vrede van Presburg sloot met Frankrijk. Voor Oostenrijk was dit een bittere nederlaag. Het Heilige Roomse Rijk was in feite uit elkaar gevallen en keizer Frans II trad dan ook af in 1806. In 1804 had deze Habsburgse heerser al de titel van keizer van Oostenrijk aangenomen en had hij ook de titels van koning van Bohemen en Hongarije.
Tijdens de Vierde Coalitieoorlog versloeg Napoleon in 1806 en 1807 Rusland en Pruisen. De winter van 1806/1807 bracht Napoleon in Warschau door, waar Poolse patriotten hem verzochten om de Poolse onafhankelijkheid te herstellen. Daar begon ook zijn langdurige verhouding met gravin Maria Walewska, bij wie hij een zoon verwekte. Rusland werd gedwongen de Vrede van Tilsit te tekenen en moest zich sindsdien houden aan het verbod om Britse producten te importeren. Rusland aanvaarde met tegenzin het continentaal stelsel. Het Verenigd Koninkrijk haalde op 21 oktober 1805 een beslissende overwinning op de Frans-Spaanse vloot in de Slag bij Trafalgar. Pruisen verloor veel grondgebied en moest een zware schadeloosstelling aan Frankrijk betalen.
Na Trafalgar koos Napoleon ervoor om zijn energie te richten op Oostenrijk en de rest van het continent. In 1810 werd het koninkrijk Holland bij Frankrijk gevoegd.
Voor zijn broer Jérôme creëerde Napoleon het koninkrijk Westfalen. Van alle broers die de keizer had, was Jérôme de minst intelligente en eigenlijk ongeschikt voor een politiek ambt. Hij werd in Duitsland dan ook geminacht.
Napoleons oudere broer Jozef werd koning van Napels (1806-1808), zijn broer Lodewijk koning van Holland (tot 1810), zijn zus Elisa prinses van Lucca en Piombino en groothertogin van Toscane, zijn zwager Joachim Murat eveneens koning van Napels (na Jozef) en zijn stiefzoon Eugène de Beauharnais onderkoning van het koninkrijk Italië.
In 1812 was bijna geheel Europa Frans, een Franse vazalstaat of een Franse bondgenoot. Het gebied dat de huidige Benelux-landen omvat, alle Duitse steden ten westen van de Rijn, Münster, Osnabrück, Bremen, Hamburg, Genua, Toscane en Rome in Italië en de Illyrische provincies aan de Adriatische Zee waren delen van Napoleons keizerrijk. Frankrijk controleerde Nederland (Bataafse Republiek) en delen van Duitsland en Italië.

#### Oorlog in Spanje en Portugal

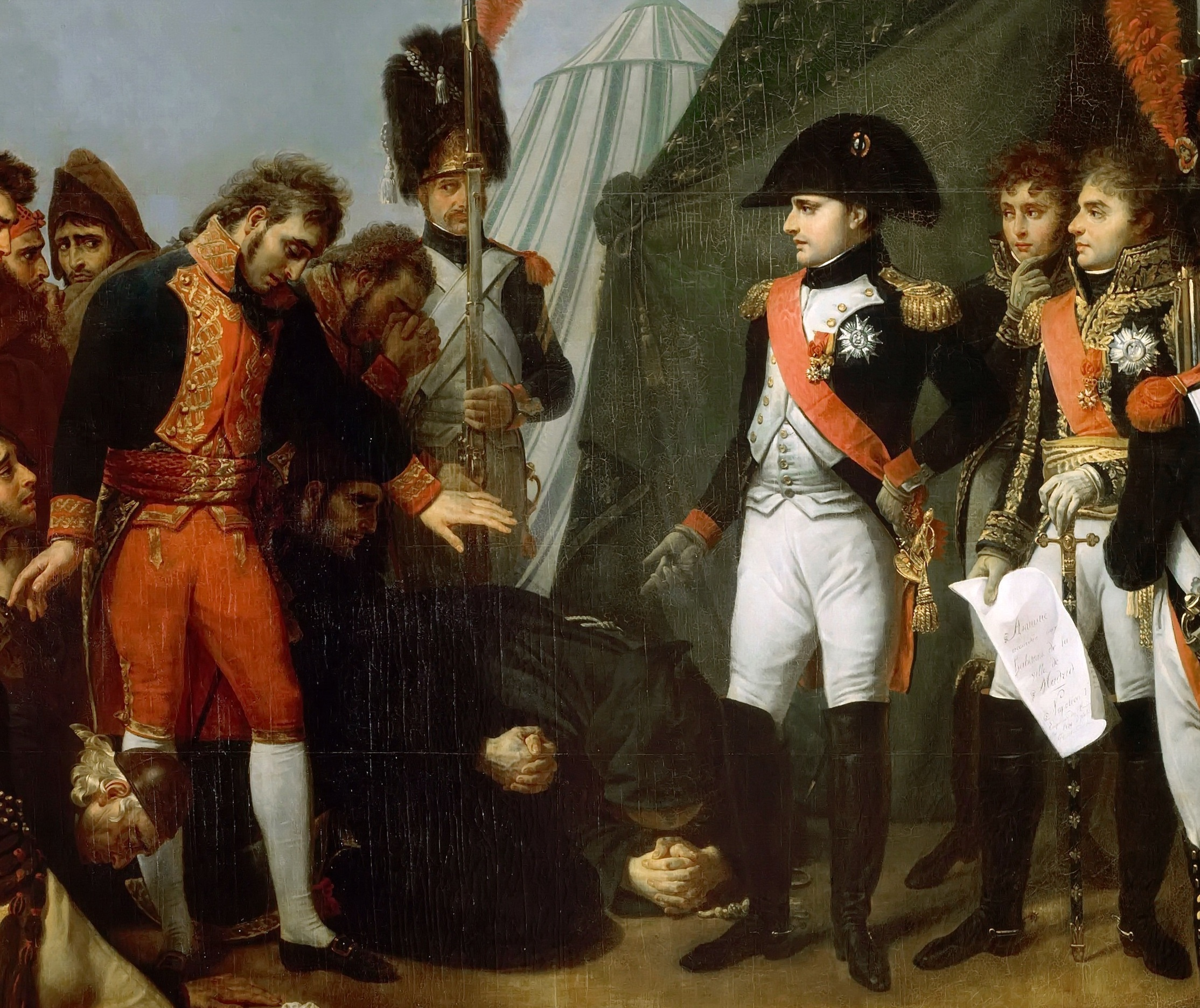
Overgave van Madrid (Gros), 1808. Napoleon betreedt Madrid in de Spaanse Onafhankelijkheidsoorlog

In april 1808 dwong Napoleon in Bayonne de Spaanse koning Karel IV van Spanje tot troonsafstand, verklaarde dat de dynastie van de Spaanse Bourbons geen recht meer had op de troon en benoemde zijn broer Joseph tot staatshoofd. Die diende eigenlijk als marionet om de plannen van zijn keizerlijke broer uit te voeren. Napoleon werd door de katholieke Spanjaarden gezien als een vreemde bezetter die bovendien door de paus geëxcommuniceerd was.
Een algemene opstand tegen de Fransen was het gevolg. Het Franse leger deed ook een inval in koninkrijk Portugal, maar moest het op het Iberisch Schiereiland opnemen tegen de Britse generaal Arthur Wellesley. Deze oorlog zou Frankrijk veel geld, soldaten en verlies van prestige kosten. In de herfst van 1808 zag Napoleon zich gedwongen persoonlijk leiding te geven aan de operaties in Spanje. Op 6 november nam hij het commando over het over zijn leger in Spanje op zich. Op 4 december trok Napoleon Madrid binnen. In menselijk opzicht was het zowel voor de Fransen als voor de Spanjaarden een zinloze slachtpartij: het conflict veroorzaakte 300.000 slachtoffers, de Franse en Spaanse doden tezamen. De herinnering aan deze episode vormt nog steeds een zwarte bladzijde in de Spaanse geschiedenis.
Oostenrijk zag het verstrikt raken van de Fransen in Spanje als een mooie gelegenheid om de hegemonie van de Franse keizer te breken en begon in 1809 de Vijfde Coalitieoorlog. Hoewel Napoleon bij een tegenoffensief vast kwam te zitten op een eiland in de Donau, brak hij los en won de beslissende Slag bij Wagram. Oostenrijk werd gedwongen tot de Vrede van Schönbrunn en verloor nog meer grondgebied.
Napoleon wist van de economische problemen in Holland als gevolg van het Continentaal Stelsel, maar dat liet hem onverschillig. Hij annexeerde heel Nederland op 9 juli 1810 bij zijn Franse keizerrijk.

#### Russische veldtocht van 1812
Het bondgenootschap van Rusland met Frankrijk leidde tot klachten van de Russische handel en nijverheid. Rusland was afhankelijk van handel met Engeland, terwijl een van de voorwaarden van het akkoord van Tilsit de blokkade van Engeland was. Dit stond namelijk in het continentaal stelsel. Tsaar Alexander I, die zag dat de Russische economie schade opliep, trachtte deze voorwaarden te verzachten. Napoleon gaf geen gehoor aan deze klachten en uiteindelijk herstelde Alexander de handelsrelaties met het Verenigd Koninkrijk. In 1811 liet de tsaar weten geen bondgenoot meer te zijn van Frankrijk. Napoleon besloot op te trekken tegen Rusland. In 1812 maakten Frankrijk en Rusland zich klaar voor de aanstaande oorlog.
Napoleon stelde een leger van 500 000 man van verschillende nationaliteiten samen aan de oostgrens van het huidige Polen. Naast Fransen (50% bij infanterie, 35% bij de cavalerie) waren ook Italianen, Polen, Pruisen, Zwitsers, Nederlanders, Duitsers en Spanjaarden vertegenwoordigd. Het leger werd "La Grande Armée" genoemd. Op 22 juni verklaarde Napoleon aan Rusland de oorlog. De volgende dag begon hij met de oversteek van de Memel, waarna hij Rusland verder binnenviel. Toen de Russen zagen hoe groot het leger van Napoleon was, trokken ze zich terug. Op hun terugtocht pasten ze de tactiek van de verschroeide aarde toe. In het leger braken allerlei besmettelijke ziekten uit, zoals tuberculose en vlektyfus. Napoleon had gedacht de Russen vlak over de grens al te verslaan en verder van het veroverde land te leven, maar moest een uitputtende tocht maken met schermutselingen en gebrek aan voorraden.
Het voornemen van Napoleon was geweest om door te gaan tot de Russische stad Vitebsk en daar slag te leveren, of om te keren. Maar ook daar waren de Russen hem op 18 juli ontkomen. Napoleon koos ervoor om door te gaan, omdat de andere opties, het leger uitgedund terug te laten keren naar Parijs of te laten overwinteren, niet realistisch waren. Op 15 augustus bereikte het Franse leger de Dnjepr. Bij Smolensk vonden op 17 augustus daadwerkelijk gevechten plaats, maar niet het beslissende waarop Napoleon gerekend had. Hierop trok het Russische leger zich weer verder terug.

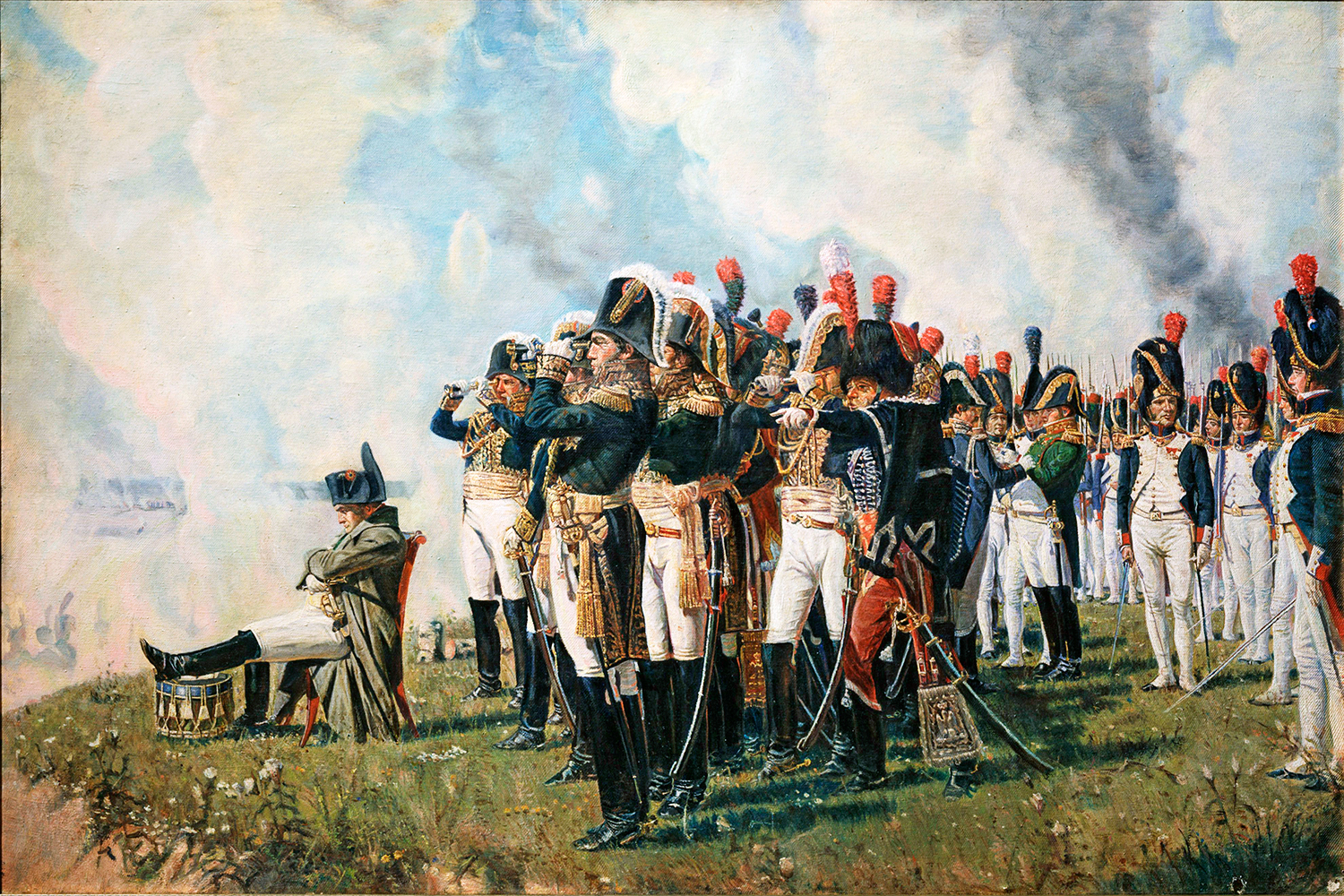
Napoleon in de slag bij Borodino

Tsaar Alexander I droeg het bevel over de twee Russische legers over aan veldmaarschalk Michail Koetoezov en droeg hem op eindelijk het gevecht met de Fransen aan te gaan. Die confrontatie zou plaatsvinden bij Borodino. Een groot aantal soldaten uit de Grande Armée was onderweg gestorven of gedeserteerd en er moesten eenheden achterblijven om de flanken en bevoorradingslijnen te beschermen. Op 5 september leverde een felle strijd de Fransen de controle op over de Schevardino-redoute, die een sleutelpositie innam voor hun verdere opmars.
Op 6 september werd een adempauze ingelast, waarop op 7 september de strijd verderging. De Slag bij Borodino verliep aanvankelijk gunstig voor de Fransen. Prins Eugène veroverde Borodino en maarschalk Ney nam delen in van een belangrijke defensieve positie die bekendstond als de Drie Flèches. Ney vroeg Napoleon de cavalerie van de Keizerlijke Garde in te zetten voor een beslissende actie, maar Napoleon weigerde dit, omdat dit een te groot risico zou zijn geweest. Delen van de Franse troepen lagen uren onder vuur, zonder aan de strijd te mogen of te kunnen deelnemen. De Fransen doorstonden echter de kogelregens van de Russen en wisten de belangrijke Grote of Rajevski-redoute in handen te krijgen. Het aantal gesneuvelden was hoog: 25.000 Fransen en 50.000 Russen. ’s Nachts verlieten de Russen vrijwel ongemoeid het slagveld en trokken zich terug. De Russen werden niet achtervolgd door Murats cavalerie, omdat Napoleon ervoor had gekozen zijn overwinning te consolideren.
Na 800 kilometer in 82 dagen bereikte hij Moskou. Op dat moment was al meer dan de helft van het leger van Napoleon omgekomen en nog steeds had hij geen beslissende slag kunnen leveren. De Russische verliezen waren groter, maar de Russen konden deze nog aanzuiveren. Het Russische leger onder aanvoering van veldmaarschalk Michail Koetoezov had besloten Moskou niet te verdedigen, maar de stad te evacueren en het leger oostelijk van Moskou terug te trekken. Napoleon bezette Moskou wel, maar de tsaar hoefde zich niet over te geven. Bovendien staken de Russen ook hun eigen "tweede hoofdstad" in brand om Napoleon zo uit te putten. De Russen wilden geen vredesverdrag en door tekort aan voedsel kon Napoleon niet anders doen dan zich terugtrekken. De grote brand in Moskou droeg zeker bij aan de Russische eindzege, maar de gouverneur Rostoptsjin haalde hier geen politiek voordeel uit; het aanstichten van de brand werd hem tot zijn dood aangerekend.

Napoleons terugtocht uit Rusland, geschilderd door Adolph Northen

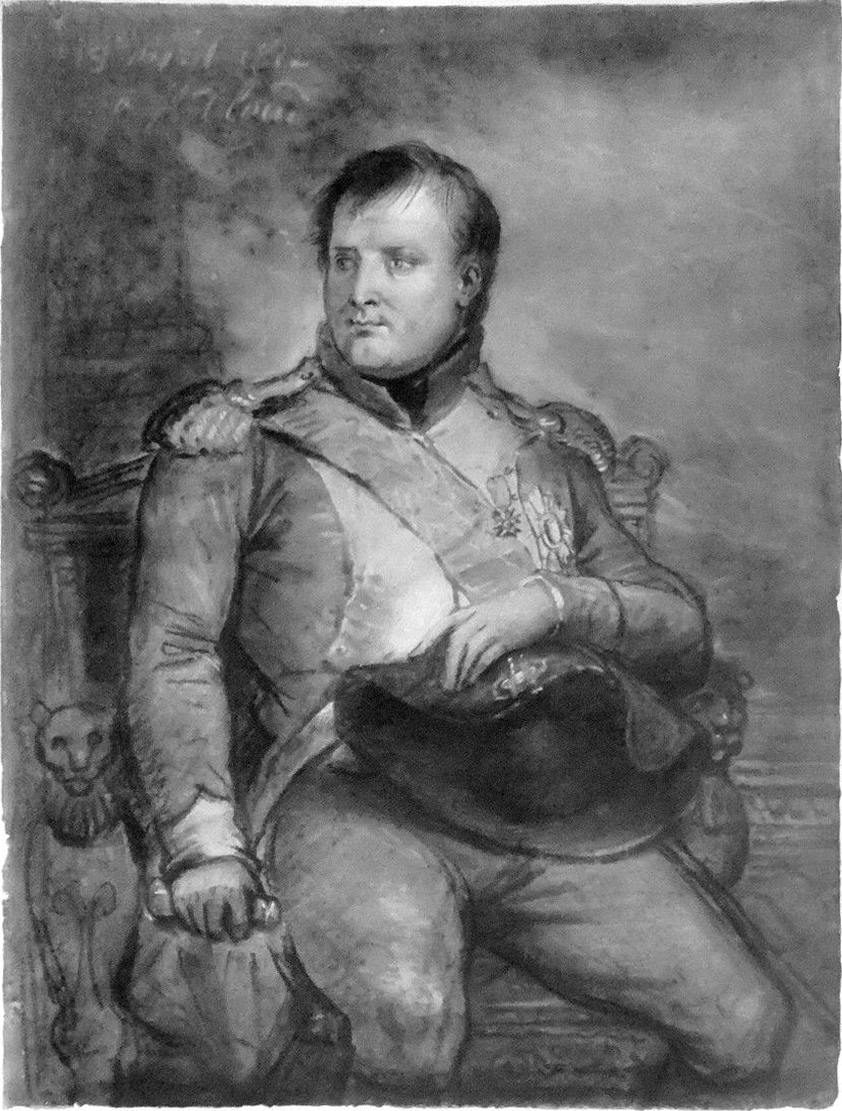
Napoleon geschetst naar het leven door Girodet in 1812. De keizer is corpulenter dan op het officiële portret dat de kunstenaar later dat jaar maakte.

De terugtocht uit Rusland was verschrikkelijk. Napoleon had al 400.000 soldaten en 100.000 paarden verloren tijdens de heenreis en deze verliezen zouden nog verder oplopen. De Franse soldaten waren redelijk uitgerust, voldoende gevoed en goed getraind. Het waren vooral de aanvullingstroepen (de Polen, Duitsers en Italianen) die het zwaar te verduren hadden. Napoleon besloot door een verkeerd uitgevoerde verkenning toch dezelfde weg terug te nemen. Dit bleek een misrekening. Alles was al kaalgeplukt en leeggeroofd. Vervolgens viel de winter in en vanaf 6 november kwam de temperatuur niet meer boven het vriespunt, hoewel de temperatuur voor Russische begrippen hoog te noemen was. Veel soldaten stierven door bevriezing, mede doordat ze slecht gekleed waren. De wegen waren door het ijs onbegaanbaar, de weinige paarden die nog over waren braken hun benen en de vele gewonden vielen uit karren en werden verpletterd. Toen het leger de rivier de Berezina overstak, begaf een van de geïmproviseerde bruggen het, waarbij vele soldaten in het ijskoude water omkwamen. Het leger werd steeds aangevallen en toen het op 18 december 1812 de Russische grens bereikte was nog ongeveer een derde van de soldaten in leven.

### Het keizerrijk valt uiteen; militair in het defensief (1813-1814)

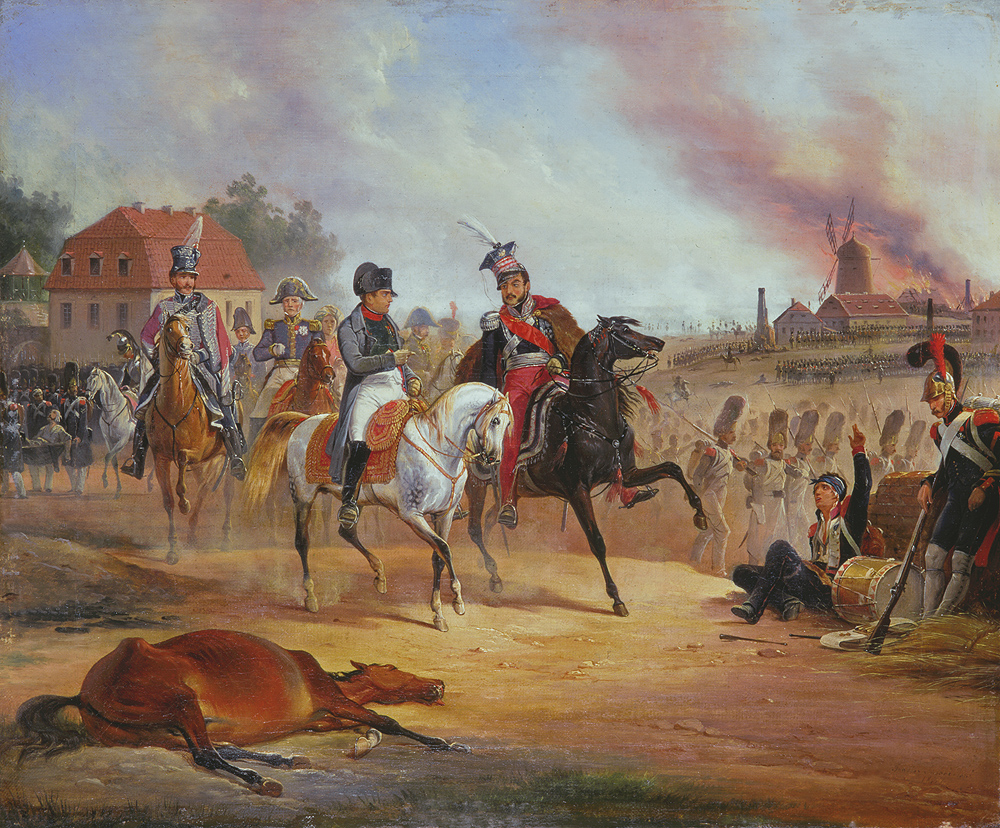
Napoleon in de Slag bij Leipzig

Napoleon wist dat de tocht naar Rusland rampzalig was geweest, maar beweerde dat niet het Russische leger, maar wel de strenge winter hem verslagen had, wat in grote lijnen juist was. Hij had echter verzuimd zijn troepen van goede winterkledij te voorzien, zodat hij hiervoor zelf een grote verantwoordelijkheid droeg. Deze catastrofale veldtocht leidde tot een anti-Franse stemming in alle landen onder Frans gezag en tot onrust in Italië, de Nederlanden en Zwitserland. In Spanje raakten de Fransen in het defensief. Pruisen, tot dan toe een onwillige bondgenoot, verklaarde de keizer de oorlog. Rusland stond dus niet langer alleen. Napoleon gaf zich echter nog niet gewonnen en versterkte zijn leger. In mei 1813 versloegen de Fransen hun Pruisische en Russische tegenstanders te Lützen en bij de Slag bij Bautzen en de koning van Saksen, Frederik August, bleef nog steeds een trouwe bondgenoot van de Franse keizer. Maar in augustus 1813 rukten drie tegen Napoleon verbonden legers op naar Saksen: de Oostenrijkers, een Russisch-Pruisisch leger en een leger van Zweden en Russen.
De slag bij Dresden, die plaatsvond op 26 en 27 augustus 1813, was nog een Franse overwinning.
Van 16 tot 19 oktober vond bij Leipzig echter de grote Volkerenslag plaats, waarin Napoleon werd verslagen. Hij trok zich vervolgens terug achter de Rijn. Ondanks zijn nederlaag hoopte hij Frankrijk nog voor een invasie te kunnen behoeden.
In januari 1814 trokken de geallieerden Frankrijk binnen. Met zijn resterende troepen (ondanks een tekort aan manschappen) kon Napoleon de binnenvallende legers nog een tijdje op afstand houden. Tussen januari en maart 1814 vonden enkele veldslagen plaats tussen Napoleon en de geallieerden in de Marnestreek ten oosten van Parijs, met wisselende successen. Nadat Napoleon naar het oosten was weggelokt en hij richting Lotharingen trok om de geallieerde bevoorradingslijnen af te snijden, openden de verbonden troepen onverwacht hun definitieve offensief richting Parijs. De stad bleek niet voldoende voorbereid op deze aanval en op 31 maart 1814 werd Parijs veroverd.
Napoleon bevond zich toen op de terugweg naar Parijs in Fontainebleau en wilde met het leger oprukken naar de hoofdstad, maar zijn hogere officieren en maarschalken kwamen tegen hem in opstand onder leiding van maarschalk Ney.
Daarom namen de geallieerde troepen na de Slag om Parijs op 31 maart 1814 de hoofdstad in. Napoleon verloor toen alle steun van de politici. Op 2 april kondigde de Senaat de afzetting van de keizer aan. Volgens zijn adviseurs was het gebrek aan inzicht in de hopeloze situatie en de afwijzing van talloze aanbiedingen voor vrede of bemiddeling tussen Napoleon en de landen waarmee hij in oorlog was te verklaren door zijn vaste wil om de militaire crisis onmiddellijk te boven te komen. Ook was hij kennelijk niet meer in staat om de gevolgen van zijn besluiten in te schatten. Zijn minister van Justitie, Louis-Mathieu Molé, die hem sinds 1809 vergezelde, schreef:
“Hoe vreemd dat Napoleon, wiens gezond verstand in geen enkel opzicht onderdoet voor zijn genialiteit, nooit in staat was in te zien op welk punt de mogelijkheden uitgeput waren”

### Troonsafstand en ballingschap op Elba
In Fontainebleau probeerde Napoleon het einde van zijn regime naar zijn hand te zetten en weigerde hij de voorlopige regering van Talleyrand te erkennen, maar hij was de controle kwijt. Op 2 april stemde de Senaat voor zijn afzetting, de volgende dag gevolgd door het Wetgevend lichaam. Op 4 april deed hij een schriftelijke belofte van troonsafstand op voorwaarde dat hij zou worden opgevolgd door zijn zoon en dat zijn echtgenote regentes zou worden. Op die condities suggereerde hij open te staan voor een vertrek uit Frankrijk. Tsaar Alexander van Rusland en de Franse senaat namen hier geen genoegen mee en dwongen Napoleon om op 6 april onvoorwaardelijk troonsafstand te doen. De formule die hij gebruikte was bedoeld om zijn afzetting niet te erkennen, noch de legitimiteit van de voorlopige regering en er een vrijwillige troonsafstand van te maken.
Tijdens een onderhandeling met Armand de Caulaincourt had de Russische tsaar Alexander eenzijdig besloten Napoleon een ballingschap op Elba, een eiland vlak bij de kust van Toscane, aan te bieden, met behoud van de keizerstitel. Niet als keizer der Fransen, maar als soeverein vorst van Elba. Bovendien zou hij jaarlijks een lijfrente van 2 miljoen Franse frank ontvangen uit de Franse staatskas en mocht hij 400 door hem zelf uitgekozen Franse soldaten meenemen als lijfwacht. De tsaar had dit besloten zonder de andere Europese regeringen hierin te kennen en zonder medeweten van de Bourbons. Op 11 april bereikten de afgevaardigden van Napoleon en van de geallieerden overeenstemming over het Verdrag van Fontainebleau, dat gestalte gaf aan deze regeling. In de nacht van 12 en 13 april 1814 deed Napoleon een zelfmoordpoging door 'condorcetgif' in te nemen, een dodelijk mengsel van opium, stramonium en zoetstof. Wellicht leed hij aan een depressie. Hoewel hij bijna stierf, was het vergif te zwak en bijgestaan door de trouwe Armand de Caulaincourt ontsnapte hij aan de dood. Daarna zette hij zijn handtekening onder het verdrag. Het werd gegarandeerd door de voorlopige regering, maar was verder een 'persoonlijk' verdrag tussen Napoleon en de geallieerden.
Op 20 april nam hij op de Cour du Cheval Blanc van het kasteel van Fontainebleau afscheid van de Garde Impériale.
Op weg naar Elba werd hij bijna gelyncht in Orgon (bij Avignon) door de woedende royalistische bevolking, zodat hij zich door andere kleding onherkenbaar diende te maken.

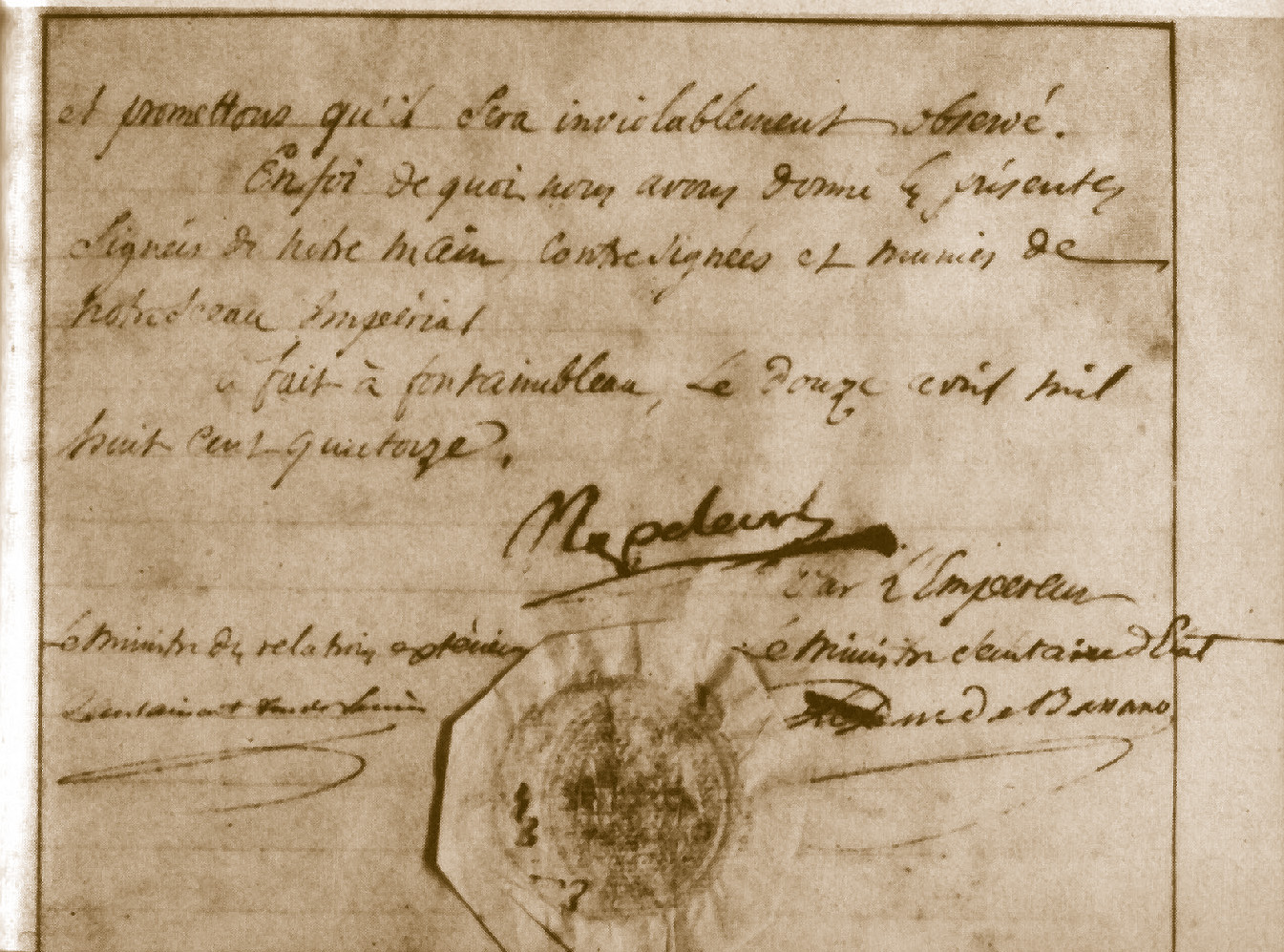
Akte van troonsafstand door Napoleon in 1814

De monarchie van voor de Franse revolutie werd hersteld en Lodewijk XVIII uit het Huis Bourbon nam de macht in Frankrijk over. Hij ging echter tot zuiveringen over (Witte Terreur) die al direct veel kwaad bloed zetten bij het Franse volk.
Tijdens zijn bestuur van Elba verbleef de keizer in het Palazzina dei Mulini, een gebouw in Portoferraio, de hoofdstad van het eiland. Vanaf een bepaalde plaats op Elba kon hij in het westen zijn geboorte-eiland Corsica zien. Zijn moeder, Madame Mère en zijn zus, Pauline, volgden hem in ballingschap. Geen van zijn broers (Joseph Bonaparte, Lodewijk Napoleon Bonaparte, Lucien Bonaparte of Jérôme Bonaparte) kwam hem bezoeken. Hij kreeg er wel bezoek van de Poolse gravin Maria Walewska, zijn minnares. Napoleon wilde haar echter niet ontvangen. Hij wist immers dat er veel spionnen op Elba waren en vreesde dat de Oostenrijkers dit als een excuus zouden gebruiken om zijn zoontje Napoleon II niet naar het eiland te laten komen.
Napoleon kon er aanvankelijk een luxueuze levensstijl op na houden, maar was ook bang voor een aanslag op zijn leven, omdat veel radicale royalisten hem uit de weg wilden ruimen. Bovendien kwam Lodewijk XVIII na een tijdje de financiële verplichtingen niet meer na, zoals was overeengekomen. Napoleon hoorde geruchten dat de Europese mogendheden onder druk van Oostenrijk hem mogelijk zouden verbannen naar een andere plek die veel verder van Europa zou liggen en hunkerde er ook naar om opnieuw de absolute macht te bezitten in West-Europa. Hij stimuleerde de economie van Elba en informeerde zich via een netwerk van spionnen over de gebeurtenissen in Frankrijk.

### Honderd Dagen en Waterloo

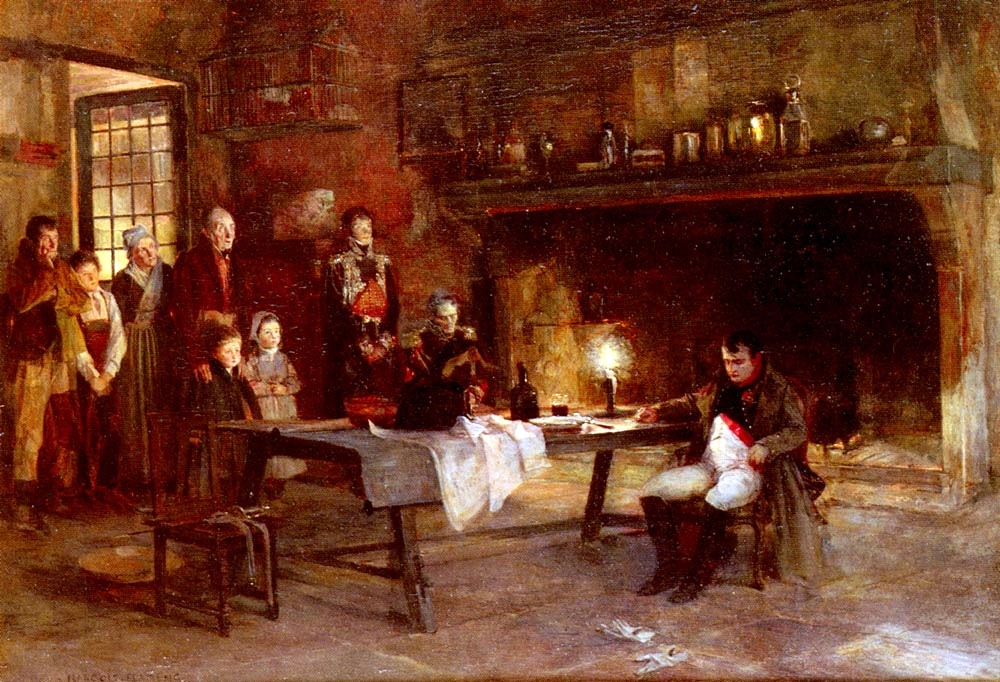
Napoleon na de Slag bij Waterloo

Tien maanden na de verbanning naar Elba ontsnapte Napoleon, vergezeld van duizend soldaten en vier kanonnen. Hij landde bij Juan-les-Pins en keerde terug naar Parijs. Zijn snelle terugkeer naar de macht wordt in Frankrijk ook wel de "adelaarsvlucht" genoemd (Fr.: le vol de l'Aigle). Hij reisde via wat later bekend zou worden als de route Napoléon naar Grenoble, kreeg steun van legeronderdelen en kreeg de steun van een deel van de bevolking, diegenen die niet tevreden waren over Lodewijk XVIII. Deze zwakke koning, die zijn positie aan de Britten en Oostenrijkers te danken had, gaf bevel Napoleon te arresteren. Alle agenten en legers die naar Napoleon werden gestuurd, liepen echter over. Ney, die aan Lodewijk XVIII beloofd had om Napoleon in een ijzeren kooi naar Parijs te brengen, brak zijn eed van trouw aan de Bourbonkoning.
De bevolking had genoeg van de Witte Terreur en bij het leger was Napoleon nog geliefd. Een groot deel van de bevolking koos de kant van Napoleon, behalve de dorpen in de vallei van de Rhone. Koning Lodewijk XVIII realiseerde zich dat hij te weinig steun had van de Franse bevolking en ontvluchtte het Tuilerieënpaleis. Eerst wilde hij direct naar Engeland uitwijken, maar zijn omgeving overtuigde hem dat hij zichzelf deze vernedering beter kon besparen. Daarom vestigde hij zich voorlopig in een stadspaleis in de Veldstraat in Gent om er de gebeurtenissen af te wachten. Op 13 maart besloten de grote mogendheden op het Congres van Wenen om Napoleon vogelvrij te verklaren, als een vijand die buiten iedere wettige bescherming stond. Vier dagen later, beloofden het Verenigd Koninkrijk (de Britten), Rusland, Oostenrijk en Pruisen om elk 150.000 soldaten naar Frankrijk te sturen om een einde te maken aan Napoleons bewind.

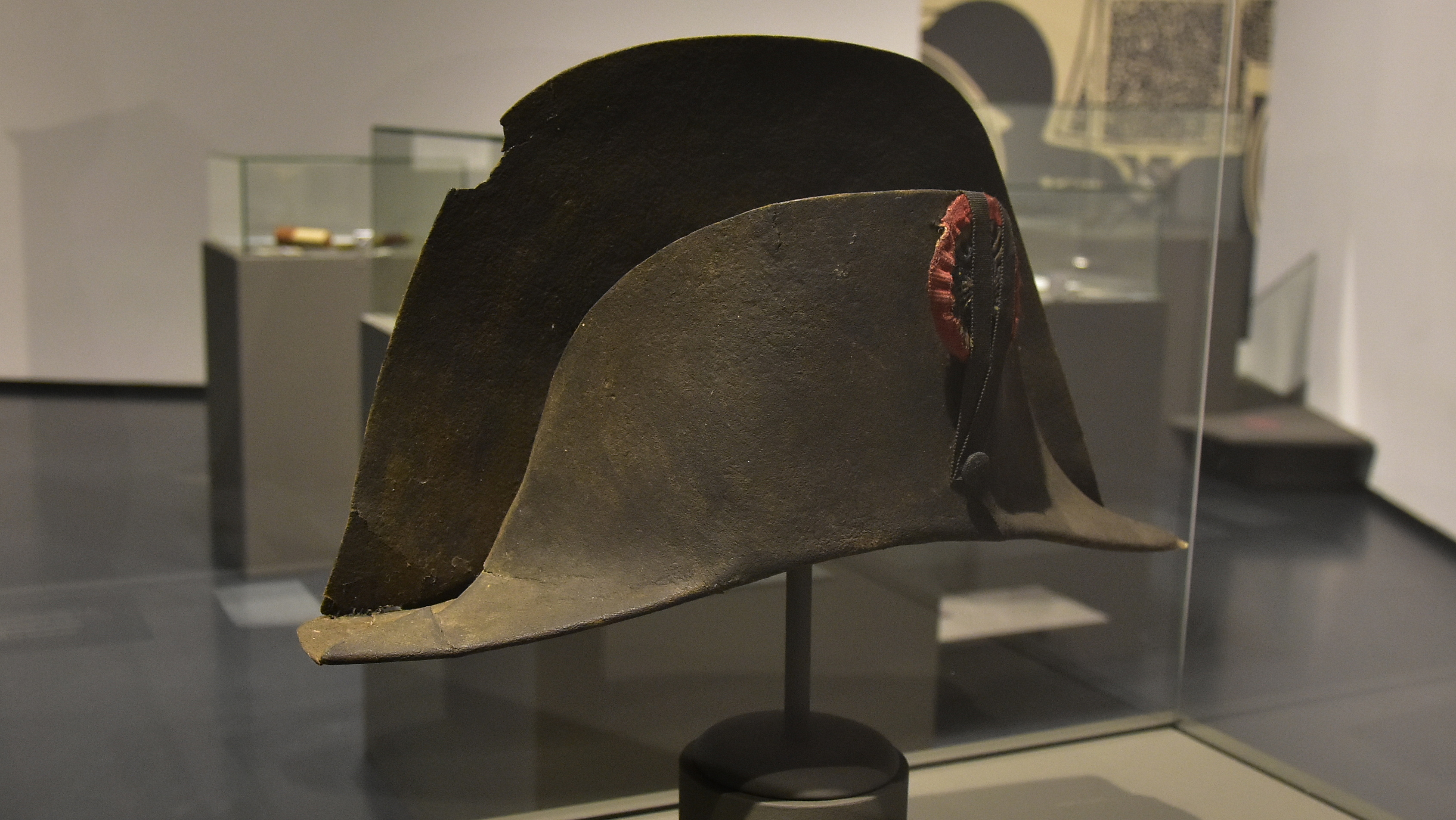
Tweekantige steek (bicorne) die Napoleon in 1815 in België droeg

Nadat Napoleon de macht in Parijs weer had overgenomen verklaarde hij de vrede in Europa te willen bewaren. Hij probeerde de Franse liberalen voor zich te winnen en benoemde Benjamin Constant om de grondwet aan te passen. De geallieerden waren niet overtuigd van Napoleons intenties, toen die een nieuw leger samenstelde. Napoleon wilde in de Zuidelijke Nederlanden de Britten en de Pruisen verslaan, voordat ook Oostenrijk een leger kon sturen. 
Op 16 juni werden de Pruisen geconfronteerd met een Franse aanval en werden ze verslagen nabij Ligny (België). Napoleon slaagde er echter niet in een beslissende overwinning te behalen omdat het Franse 1e korps tegenstrijdige bevelen kreeg op de mars van Quatre Bras naar Ligny en daarom niet kon worden ingezet in de Slag om Quatre Bras of Ligny. Hierdoor kon het Pruisische leger vernietiging voorkomen en zich grotendeels intact terugtrekken
De Fransen, de Britten en een klein contingent Nederlandse troepen troffen elkaar daarna vlak bij Waterloo. Op 18 juni 1815 viel het Franse leger onder bevel van Napoleon en maarschalk Michel Ney meerdere keren aan, maar de Britten, onder leiding van de hertog van Wellington, hielden stand en toen de Pruisen van Blücher zich 's avonds bij de Britten aansloten, verloor Napoleon de Slag bij Waterloo.

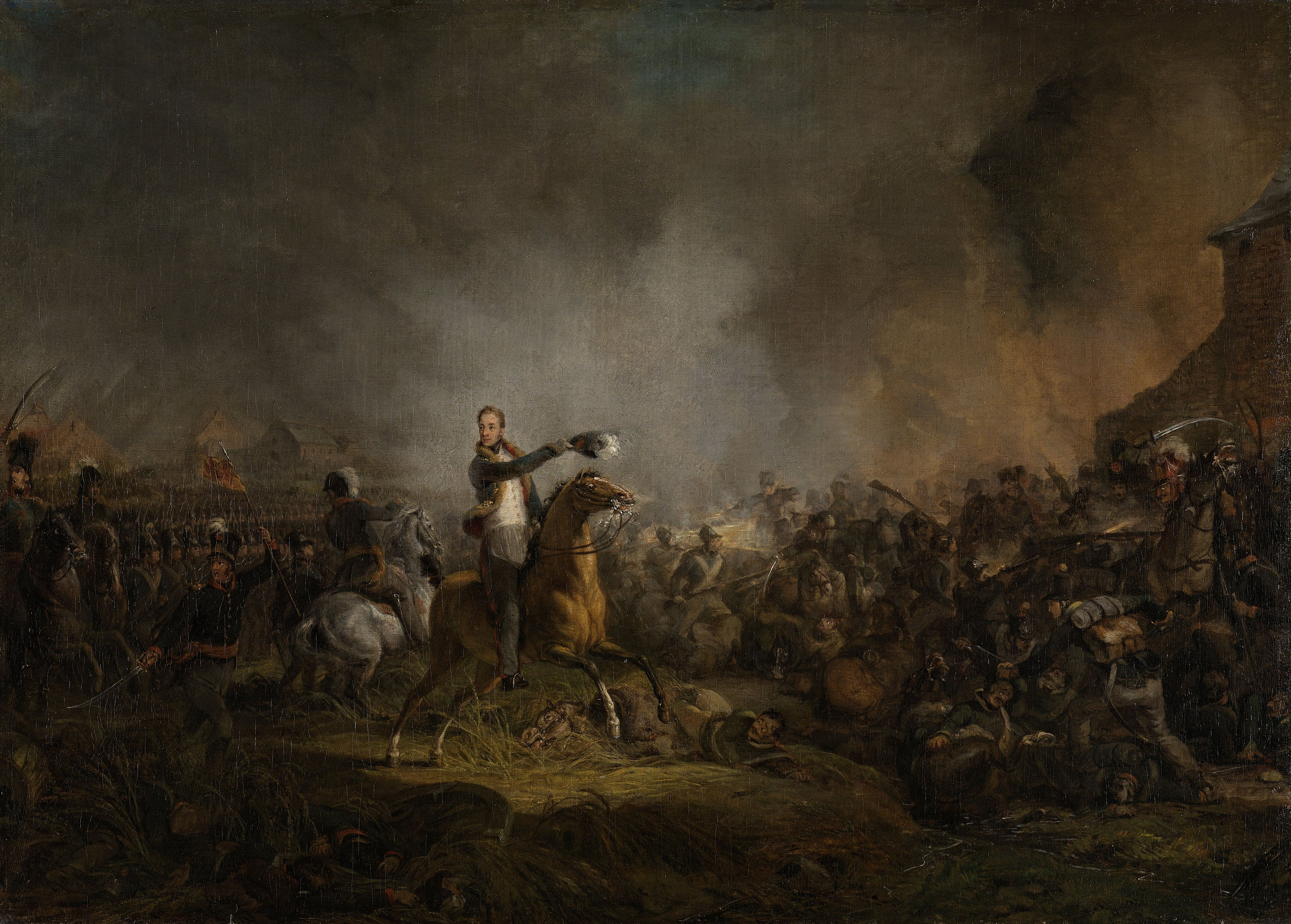
De prins van Oranje bij Quatre Bras (schets). Ca. 1817. Olieverf op doek, 54 x 77 cm. Amsterdam, Rijksmuseum.
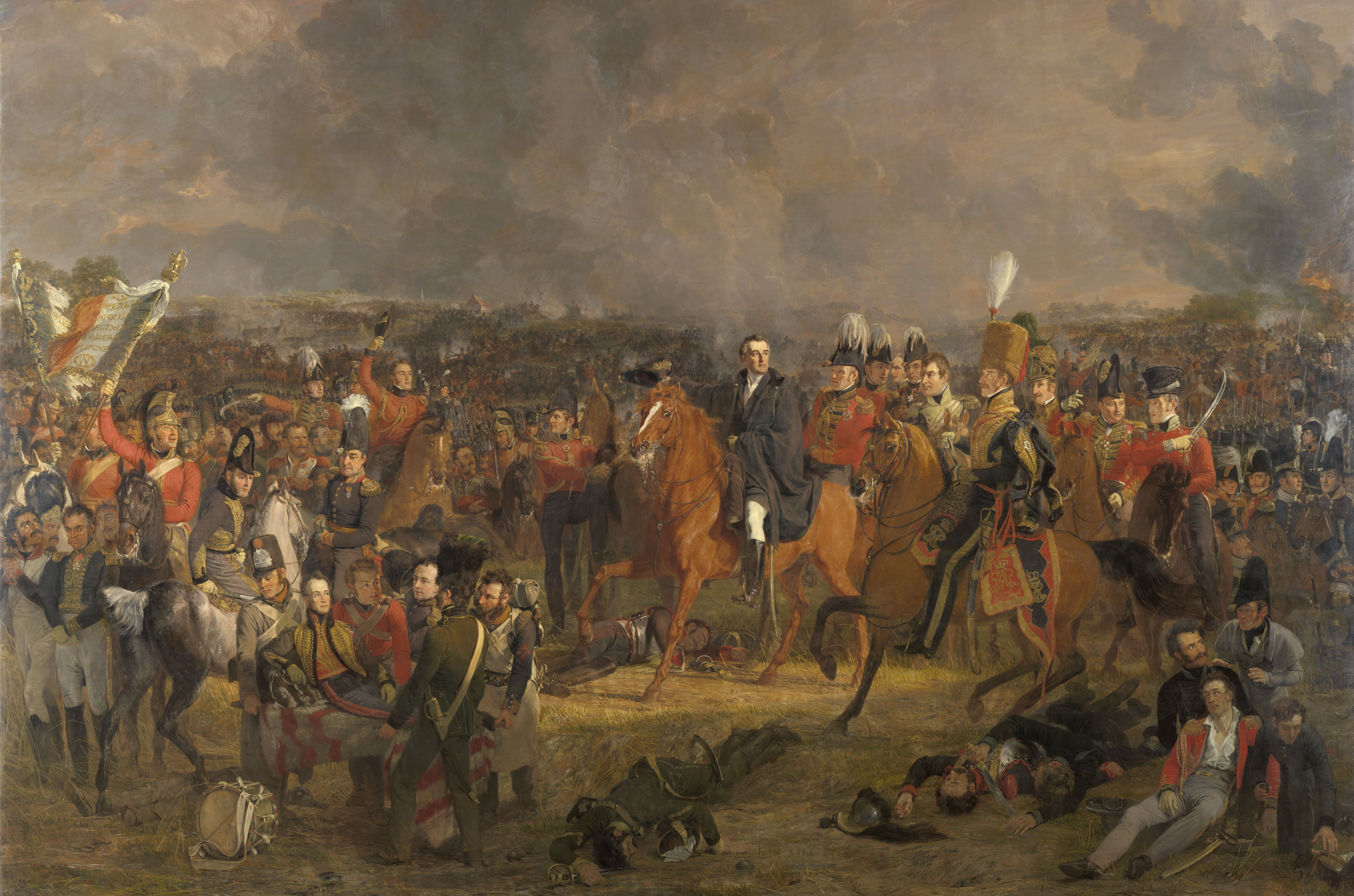
De slag bij Waterloo. 1824

### Terug in Parijs, tweede abdicatie en overgave aan de Britten
Napoleon bereikte Parijs op 21 juni 's morgens. Hij ontmoette die dag Armand Caulaincourt, maarschalk Davout en enkele ministers, waaronder zijn minister van Binnenlandse Zaken Lazare Carnot. Napoleon zag dat na deze nederlaag de bevolking, Fouché en andere politici zich tegen hem keerden. Op 22 juni 1815 deed hij voor de tweede keer afstand van de troon, dit keer definitief. Parijs werd door het Britse en Pruisische leger bezet. Napoleon had vernomen dat het Pruisische leger bevel had gekregen om hem gevangen te nemen, dood of levend.
Hij wist te ontsnappen en vluchtte eerst naar het kasteel van Malmaison en dan naar de havenstad Rochefort, waarvandaan hij naar de Verenigde Staten wilde vertrekken. De haven werd echter door de Britten geblokkeerd en Napoleon zag geen andere uitweg dan zich over te geven.

### Laatste jaren als Britse krijgsgevangene op Sint-Helena

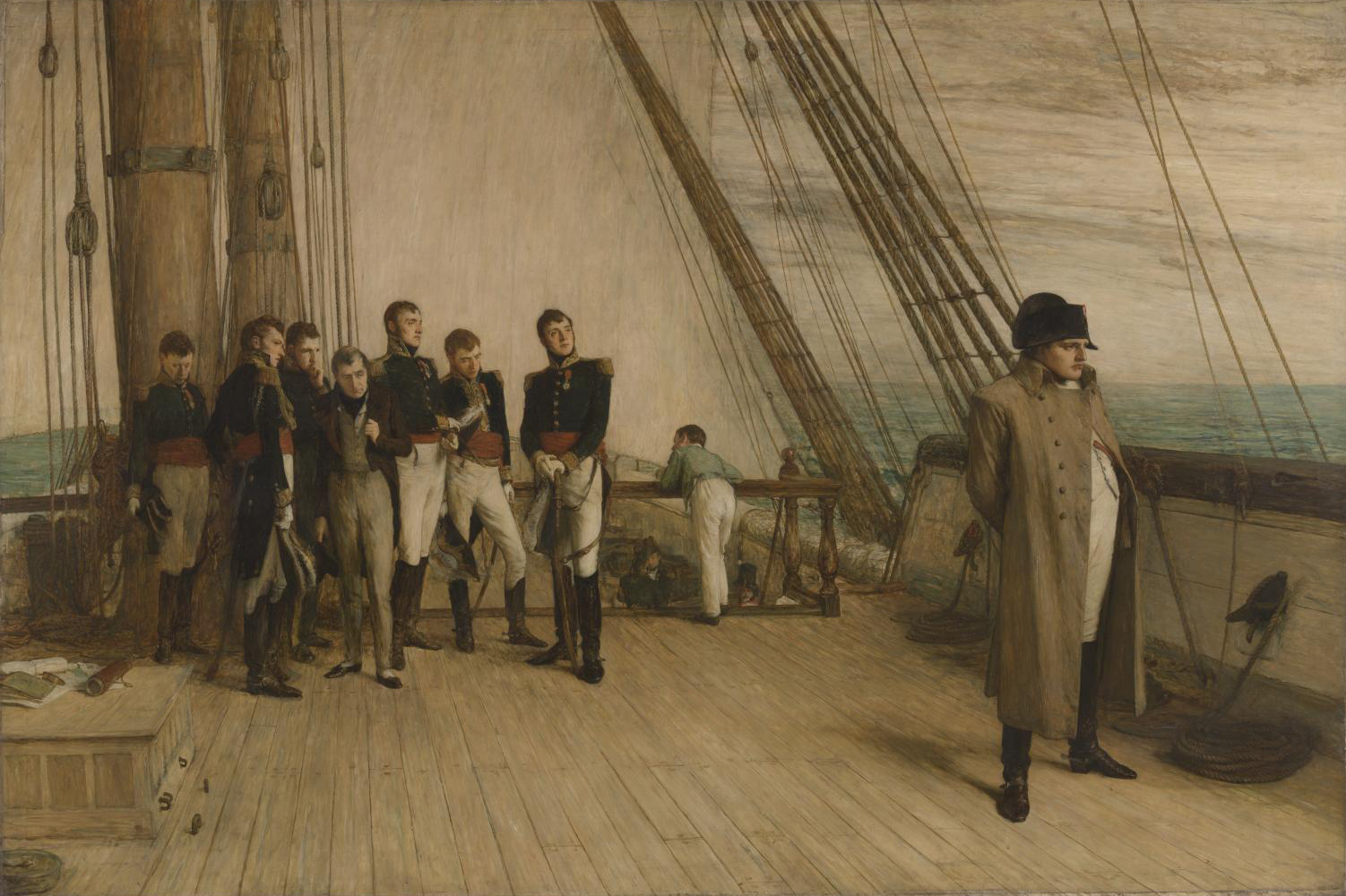
Napoleon op HMS Bellerophon (1786) door William Quiller Orchardson

Napoleon wist dat met de regering van Lodewijk XVIII de guillotine hem wachtte. Ook de Pruisen wensten dat Napoleon direct geëxecuteerd zou worden, liefst in het kasteel van Vincennes. Hij moest Frankrijk dus ontvluchten en opende onderhandelingen met de Britse kapitein Frederick Maitland. Na vier dagen onderhandelen, ging Napoleon aan boord van diens schip Bellerophon en gaf hij zich aan Maitland over. Op 13 juli 1815 schreef hij een brief aan de Britse koning en de Britse regering, waarin hij politiek asiel vroeg. Deze brief staat bekend als de Themistocles-brief.
De Britse regering vertrouwde hem echter niet en weigerde hem voet aan wal te laten zetten in Engeland. De geallieerden hadden op het Congres van Wenen al bepaald dat Napoleon zou worden verbannen uit Europa. Sint-Helena in de Atlantische Oceaan, een eiland van 122 vierkante kilometer, op zo'n 2000 km ten westen van Angola, een van de meest afgelegen eilanden ter wereld, zou het ballingsoord worden.
Het schip Northumberland bracht de gewezen keizer in tien weken naar Sint-Helena. Napoleon en 27 volgelingen arriveerden in oktober 1815 in Jamestown, Sint-Helena. De gevangene werd bewaakt door een garnizoen van 2.100 soldaten, terwijl een squadron van 10 schepen voortdurend door de wateren patrouilleerde om ontsnapping te voorkomen.
Hij had geld en huisraad kunnen meenemen in zijn bagage. Alle wapens hadden hij en de Fransen in zijn entourage echter moeten afgeven. Enkele van deze personen waren diplomaat Charles-Tristan de Montholon, een voormalig brigadegeneraal; generaal Henri Gatien Bertrand; graaf Emmanuel de Las Cases; generaal Gaspard Gourgaud en de bedienden Louis Marchand en Louis-Étienne Saint-Denis. Omdat het verblijf van Napoleon bij zijn aankomst op 15 oktober 1815 nog niet klaar was met de bouw, verbleef hij bij de Engelse familie Balcombe. Hier kreeg hij een goede relatie met de jongste dochter van de familie, Betsy Balcombe. Toen zijn verblijf Longwood House, het voormalige huis van de Engelse gouverneur klaar was, verbleef hij de rest van zijn leven daar. Longwood House was een houten bungalow met 40 kamers. Hij had er een eigen bibliotheek. Hij werd door de Britse officieren steeds correct behandeld, maar deze hadden het verbod gekregen om hem met keizer aan te spreken. Napoleon werd beschouwd als een generaal die krijgsgevangene was.
Er bevonden zich 500 soldaten van het 53e regiment die de muur van 4 mijl om Longwood House bewaakten. Zowel overdag als ’s nachts cirkelden vijf oorlogsschepen van de Royal Navy om het eiland om de haven en de mogelijke landingsplaatsen te bewaken.
In 1816 arriveerde Hudson Lowe, de nieuwe gouverneur, die Napoleon in de gaten moest houden. Napoleon vond dat Lowe hem slecht behandelde. Zo vond hij het niet kunnen dat Lowe hem aansprak met ‘Generaal Bonaparte’. Napoleon weigerde op het eiland ook om paard te rijden onder het gezicht van de gouverneur, dit vond hij beledigend. Hierdoor gaf Napoleon in de loop der tijd het paardrijden vrijwel geheel op en bleef hij vaak binnen. Verder bracht hij zijn laatste jaren door met tuinieren, het schrijven van zijn herinneringen en het aanleren van de beginselen van de Engelse taal. Hoewel het merendeel van het gezelschap de tijd doodde met kletsen, was Napoleon bezig met zijn laatste campagne, namelijk het dicteren van zijn herinneringen om zodanig een mythe om zijn naam te creëren. Nu zijn carrière voorbij was, betreurde hij verschillende beslissingen die hij vroeger had genomen, zoals het afzetten van de Spaanse Bourbons in 1808 om hen te vervangen door zijn broer Jozef Bonaparte. In zijn eenzaamheid analyseerde hij eindeloos de verkeerde keuzes die hij en generaal Ney gemaakt hadden tijdens de Slag bij Waterloo.
Op Sint-Helena deden geruchten de ronde dat Napoleon zou proberen te ontsnappen, maar in werkelijkheid werden hiertoe geen ernstige pogingen ondernomen. In 1816 besloot Lowe dat de post van de bannelingen alleen door de gouverneur mocht worden bekeken. Deze maatregel had als doel elke poging tot ontsnapping onmogelijk te maken. Toch vonden de Franse bannelingen manieren de censuur te omzeilen via gecodeerde berichten.
Met de gezondheid van Napoleon ging het steeds slechter, vooral nadat hij had vernomen dat in het Congres van Aken in 1818 was vastgelegd dat zijn verbanning definitief zou zijn. Napoleon kreeg last van slechte eetlust, tandpijn, hoofdpijn, overgeven, dysenterie, een zweer en later zelfs maagkanker. Bovendien was hij sinds de aankomst op het eiland al moedeloos door de slechte verstandhouding met Lowe, de conflicten binnen het Franse gezelschap, de vochtige behuizing, de ratten, de verveling en de uitzichtloze situatie. Gourgaud had voortdurend ruzie met Montholon en Las Cases. Ten slotte verliet hij Sint-Helena.

Napoleon smeekte zijn vertrekkende dienaars om te blijven, het zou volgens hem toch niet lang meer duren. Napoleon zei toen dat hij in Moskou of bij Waterloo had moeten sterven’. Liever had Napoleon de dood gehad in plaats van de verbanning naar Sint-Helena.
Toch was Napoleon in de veronderstelling dat de Britten hem een langzame dood wilden geven door hem te vergiftigen. Hij zou volgens meerdere mensen binnen zijn gezelschap hebben geklaagd over de wijn en vermoedde dat er meer in zat dan alleen druiven. Zes dagen voor zijn dood schreef hij op dat na zijn dood zijn maag moest worden opengesneden en men deze uitgebreid moest onderzoeken en de resultaten naar zijn zoon moest sturen. Ook wilde hij dat zijn hart in wijn zou worden gehouden en naar Marie-Louise van Oostenrijk zou worden gestuurd. Hij schreef er tevens bij dat hij voortijdig dood zou gaan door moord door de Engelse oligarchie.

### Overlijden en doodsoorzaak

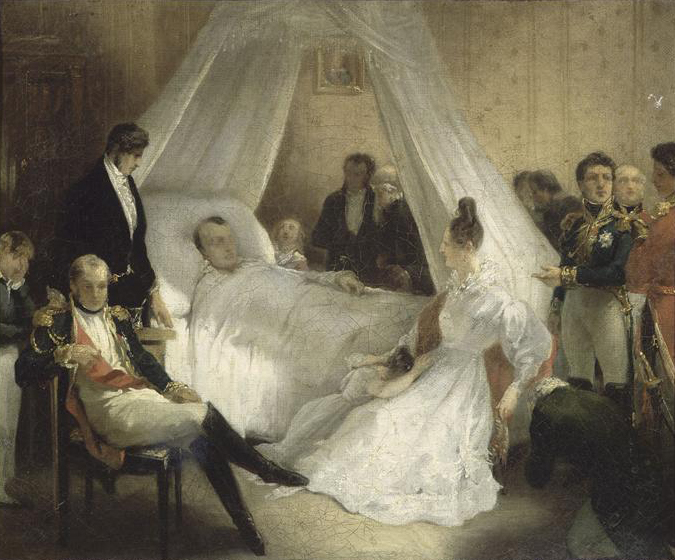
Napoleon op zijn sterfbed, geschilderd door Charles de Steuben, ca. 1828

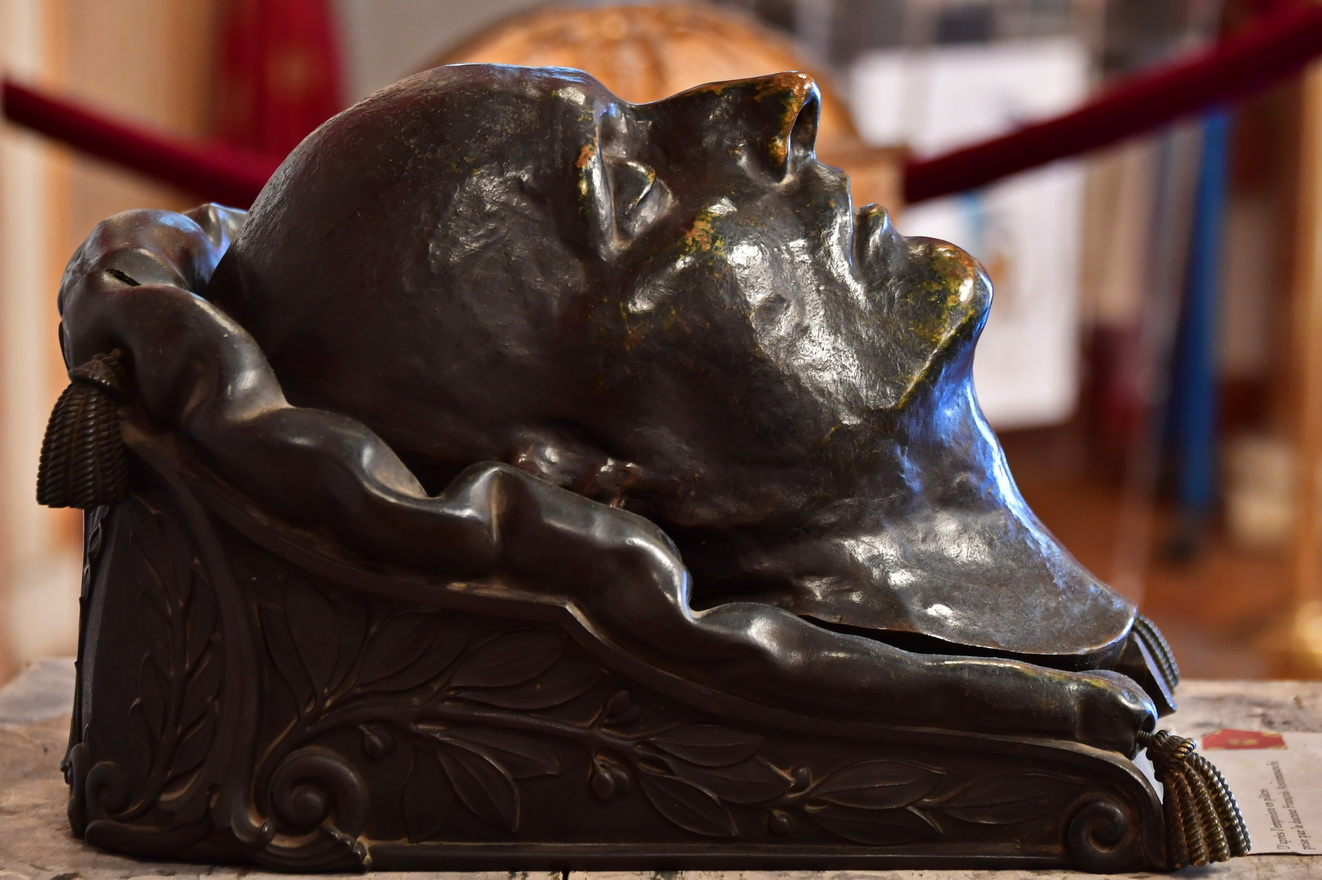
Napoleons dodenmasker

Napoleon stierf op 5 mei 1821 op Sint-Helena, op 51-jarige leeftijd. Zijn laatste woorden zouden zijn geweest:
‘France, armée, tête d’armée, Joséphine.’
 (Frankrijk, leger, hoofd van het leger, Joséphine)
Oorspronkelijk werd aangenomen dat hij was overleden aan kanker, waarschijnlijk maagkanker. Er zou hierbij sprake zijn geweest van een erfelijke vorm van diffuse maagkanker, omdat ook zijn zus, zijn vader en zijn opa aan vaderszijde vermoedelijk aan deze ziekte waren gestorven. Uit later onderzoek is gebleken dat in zijn haar een hoge concentratie arseen aanwezig was, wat zou kunnen wijzen op moord. Recent onderzoek toonde echter aan dat die hoge concentraties arseen ook al in zijn haar aanwezig waren voordat hij werd verbannen. Overigens werd arseen vaak voorgeschreven door artsen voor behandeling van maagklachten en psychische problemen. Napoleon had tijdens zijn succesvolle jaren al geleden onder maagklachten, zodat hij dit middel waarschijnlijk van zijn eigen artsen voorgeschreven had gekregen. Thierry Lentz, een Frans historicus, specialist in de geschiedenis van het Consulaat en het Keizerrijk en directeur van de Fondation Napoléon, is overtuigd van een natuurlijke dood.

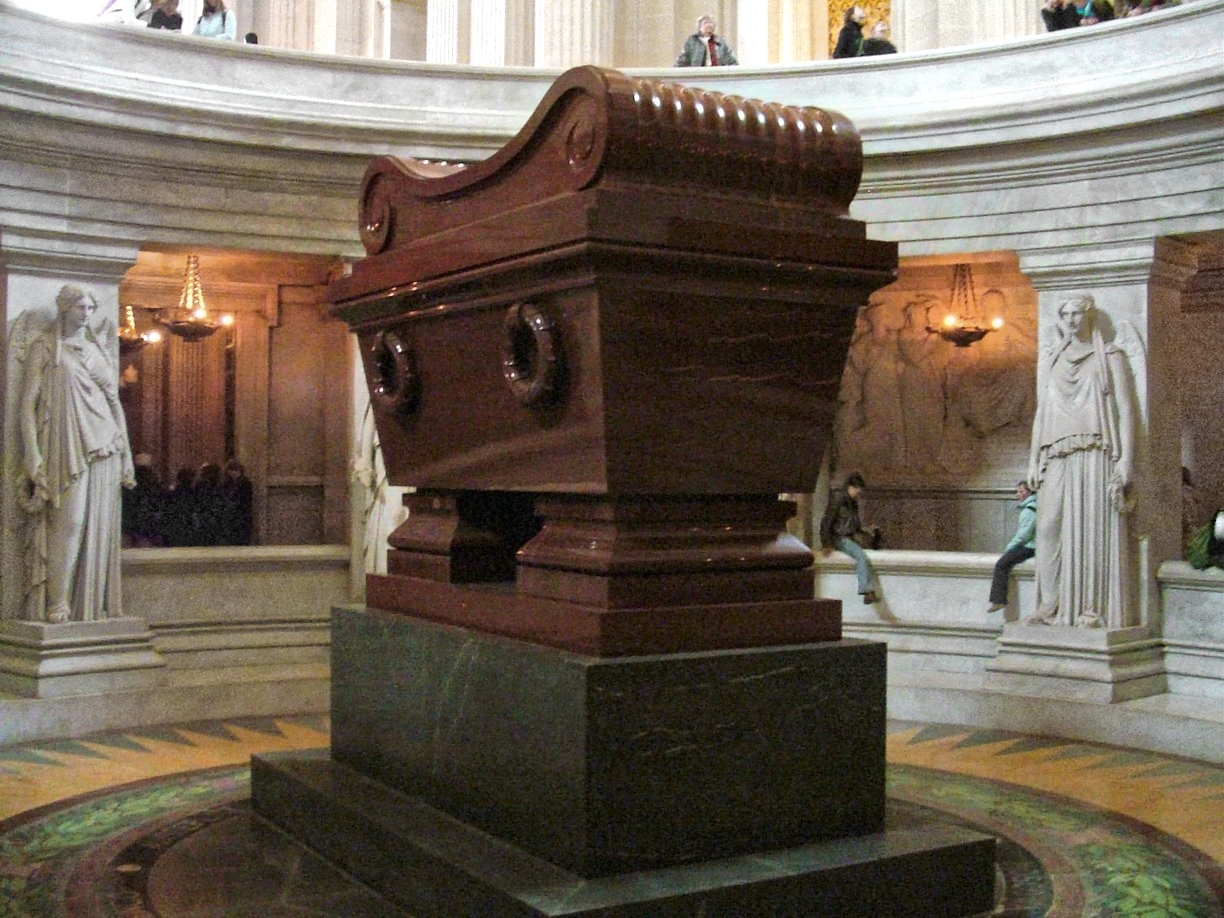
Sarcofaag van Napoleon in de Dôme des Invalides

Napoleons stoffelijk overschot keerde in 1840 terug naar Frankrijk en werd later in een praalgraf in de Dôme des Invalides te Parijs bijgezet. Tegenwoordig is dit een toeristische bezienswaardigheid.

## Persoonlijkheid en beoordeling
Wanneer Napoleon met iemand een gesprek onder vier ogen had, oefende hij een typische hypnotiserende invloed op de ander uit. Het leek alsof hij zelfs de sterkste leidersfiguren voor zijn wil kon doen buigen. Hij bleek als militair uitzonderlijk goed te zijn in rekenen en kaartlezen. Er werd onder meer een meetkundige stelling, de Stelling van Napoleon, naar hem genoemd. Het rekenen paste hij o.a. toe bij het berekenen van de baan van een kanonskogel. Bij het kaartlezen gebruikte hij zijn talent om een goede opstelling te kiezen.
Het blijkt dat Napoleon de slagen won, die hij op zijn eigengekozen slagveld voerde. Een combinatie van die twee talenten leidde tot zijn capaciteit om een legerverplaatsing over vele honderden kilometers te plannen, waardoor hij een belangrijk voordeel kon halen. Daarnaast was Napoleon een groot organisator. Hij voerde bestuurlijke vernieuwingen door en liet in zijn rijk een voorbeeld van een vaak doeltreffend bewind na. Hij was ook een bekwaam wetgever die zich door voortreffelijke juristen als Cambacérès liet adviseren.

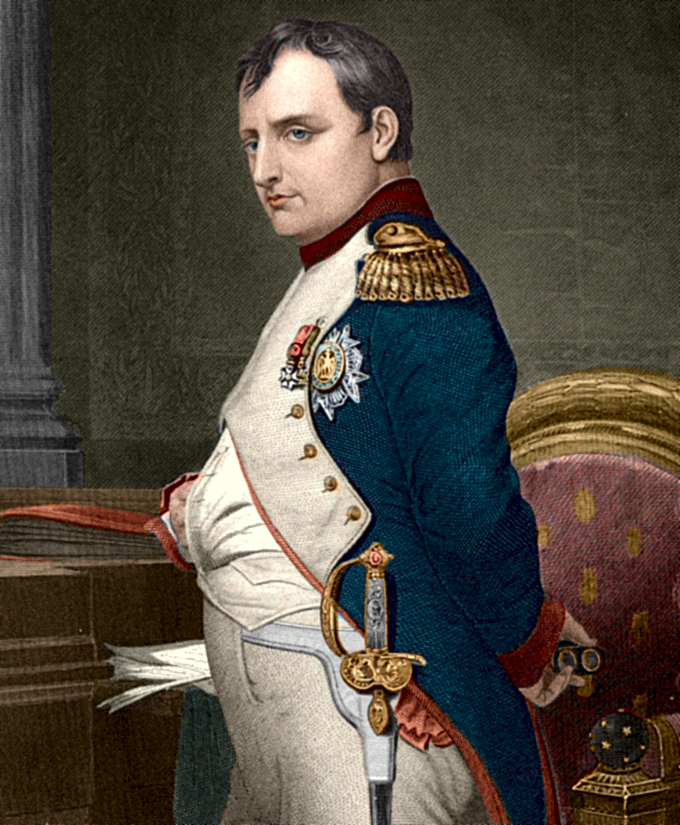
Portret van Napoleon door Hippolyte Delaroche

Zijn methode om zijn leger op campagne een land te laten plunderen om voedsel te bemachtigen, faalde in Rusland vanwege de enorme omvang van dat leger, de lange afstanden en de verschroeide-aardetactiek van de Russen. Napoleon ontwikkelde zich naarmate de oorlog duurde meer en meer tot een tiran. Censuur en de geheime politie onderdrukten alle kritiek.
Door steeds jongere rekruten op te roepen en voortdurend oorlog te blijven voeren putte hij zijn rijk economisch uit. De napoleontische oorlogen kostten het leven van ongeveer 3.100.000 à 3.500.000 soldaten en burgers, iets wat hem vrij onverschillig liet. Vooral voor landbouwers was het verlies van jonge zonen dramatisch. Mede als gevolg van de oorlogen, waarin minstens 916.000 Fransen sneuvelden, verloor Frankrijk tegen het midden van de 19e eeuw zijn demografisch overwicht tegenover Duitsland. In Rusland stierven als gevolg van de oorlog van 1812 naar schatting 795.000 mensen (ook bejaarden en kinderen), overleden op het slagveld, gewond of omgekomen door ziekten.
Waar zijn eigen macht niet in het geding was, kon Napoleon tolerant en een zoon van de Franse Revolutie zijn. Hij emancipeerde onder meer de Joden; van het inschakelen van de Joden voor de Keizerlijke zaak kwam echter weinig terecht en in 1812 beperkte Napoleon hun politieke en economische rechten weer. De napoleontische Code Pénal maakte een einde aan de vervolging van homoseksuelen. De slavernij werd door Napoleon daarentegen wél verdedigd en hij introduceerde daarom de suikerbiet om minder afhankelijk te zijn van Engeland en de wijze waarop suikerriet op de Caraïbische plantages werd geoogst. Zijn poging om Santo Domingo (nu Dominicaanse Republiek) te heroveren mislukte.
De waardering van Napoleon werd door een doelbewust gecreëerde legende gehinderd. Deze legendevorming startte met zijn memoires en werd postuum uitgebreid door bewonderaars. Op Sint-Helena dicteerde hij zijn memoires om zichzelf te rechtvaardigen en mislukkingen aan anderen toe te schrijven. De Napoleonliteratuur telde in 1946 al meer dan 100.000 werken en wordt ook in de 21e eeuw nog groter. Ook nu zijn historische werken ten opzichte van hem vaak bewonderend of juist kritisch qua instelling. Napoleon werd bewonderd en verguisd.

### Geopolitieke gevolgen
Frankrijk deed in 1803 afstand van de laatste kolonie op het Noord-Amerikaanse continent door de verkoop aan de Verenigde Staten van Louisiana, dat vele malen meer omvatte dan de huidige deelstaat. Door de Louisiana Purchase verdubbelden de Verenigde Staten hun toenmalige grondgebied. Met de verkoop zag Napoleon af van zijn plan om het Franse kolonialisme in Noord-Amerika nieuw leven in te blazen, mede door het verlies van de daartoe bestemde legermacht in de Haïtiaanse Revolutie. De opstand leidde in 1804 tot de onafhankelijkheid van de Franse Caraïbische slavenkolonie Haïti. Frankrijk had in Amerika nog slechts Frans-Guyana en wat eilandjes in de Caraïbische Zee over.
Napoleons veroveringen stimuleerden het Duitse nationalisme, dat Frankrijk nog parten zou gaan spelen en de opkomst van Rusland als een machtsfactor in Europa.
De Franse bezetting van Spanje vanaf 1808, die leidde tot de zes jaar durende Spaanse Onafhankelijkheidsoorlog, bood een groot deel van Spanjes Amerikaanse koloniën de kans zich onafhankelijk te maken. Van heel Latijns-Amerika bleven alleen Cuba en Puerto Rico nog onder Spaans gezag.
Het Franse streven om de verworvenheden van de Franse Revolutie te exporteren, is contraproductief geweest in Spanje. Na de Franse bezetting kwam in Spanje het uiterst reactionaire Carlisme op. Hoewel dit nooit de macht zou krijgen, werd het Spaanse isolement pas na 1975 echt doorbroken. Wat door de Fransen als vooruitgang was aangeprezen, ervoeren de Spanjaarden als vernederingen en onbeschrijfelijke gruwelen, die door Francisco Goya zijn vereeuwigd in een serie etsen, de Desastres de la guerra. In Spanje ontwikkelde zich tijdens de Spaanse Onafhankelijkheidsoorlog een nieuw type oorlog, de guerrilla, die door de Britten gesteund werd en waarop Napoleon en zijn generaals geen goed antwoord hadden.

### Vernieuwingen ingevoerd tijdens het napoleontische bewind

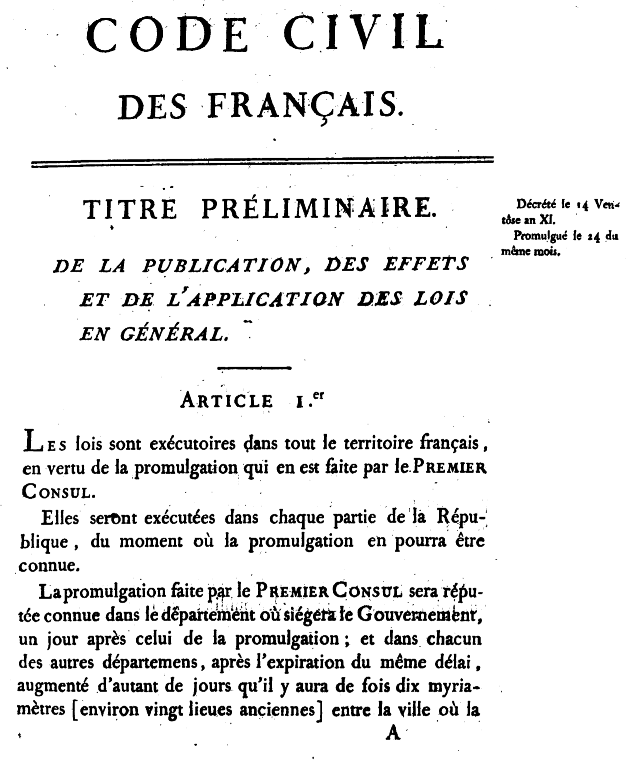
De Code Napoléon

De invloed van de Franse Revolutie en de vervolgens door Napoleon geëxporteerde verworvenheden van de Revolutie op cultuur en bestuur van Europa waren groot en van blijvend belang. De feodale verhoudingen van het ancien régime in West- en Centraal-Europa, die al onder vuur lagen door de opkomst van de steeds invloedrijker wordende burgerij en door de volgelingen van de Verlichting, hadden een slag gekregen, waarvan zij niet meer zouden herstellen. Niet adellijke afkomst, maar talent en opleiding werden doorslaggevend voor het bekleden van machtsposities. Loyaliteit werd in de eerste plaats verschuldigd aan het centrale gezag in plaats van aan een lokale (feodale) machthebber. Daarmee werd de weg vrijgemaakt voor het nationalisme en de daaruit voortkomende natiestaat.
Een aantal concrete verbeteringen waren:
- Verkeer: in continentaal Europa wordt sinds Napoleon vrijwel overal rechts gereden.[7][8] Het Europese wegennet werd fors uitgebreid met een reeks verbindingen tussen grote steden die vaak lijnrecht waren. Deze zijn ook nu nog herkenbaar als "route nationale". In Nederland zijn nog altijd, in die tijd aangelegde, wegen bekend als Napoleonsweg.
- In het gehele gebied werden dezelfde maten en gewichten zoals de kilogram, de meter en de liter ingevoerd; oude lokale maten werden afgeschaft. (metriek stelsel)
- Een gestandaardiseerde registratie van geboorten, huwelijken, echtscheidingen en overlijdens werd ingevoerd: de Burgerlijke Stand. Mensen moesten een definitieve spellingswijze van de veelal al bestaande achternaam opgeven. In de meeste streken van Nederland bestonden 'vaste' achternamen soms al sinds de middeleeuwen. Alleen in het noorden van Nederland waren vele namen voor de verplichte registratie nog niet gefixeerd.[9]
- Napoleon gaf opdracht tot het opstellen van de Code Napoléon. Door dit nieuwe wetboek werden de burgerlijke staat, de burgerlijke stand en met name het huwelijk onttrokken aan het kerkelijk recht. Burgers konden nu dus huwen en scheiden zonder een inmenging van een religieuze instelling zoals de Rooms-Katholieke Kerk. Veel burgerlijke wetgeving in België en Nederland is afgeleid van dit wetboek.
- De maatschappelijke standen werden afgeschaft en hiermee tevens de speciale voorrechten en privileges van de geestelijkheid en de aristocratie. Dezen hadden voortaan dezelfde rechten en plichten als de burgerij.[10]
- Veel versnipperde kleine staatjes, vorstendommen en heerlijkheden werden samengevoegd tot grotere overzichtelijke eenheden, zoals in het gebied van het aloude Heilige Roomse Rijk waar vele kleine vorstendommen en staatjes bijeen gevoegd werden door het door Napoleon opgelegde Reichsdeputationshauptschluss. Een voorbeeld was de nieuwe Rijnbond. In het gebied van Nederland werd in deze tijd het departement Nedermaas gevormd: de latere provincie Limburg in het Verenigd Koninkrijk der Nederlanden. Dit bestond voorheen uit talloze versnipperde gebiedjes en heerlijkheden.[11]
- Onderwijs en gezondheidszorg werden beter geregeld en beter toegankelijk gemaakt voor de gewone burgers.
- Carrièremogelijkheden voor iedereen in overheidsbestuur en leger (de hogere functies hierin waren voorheen bijna uitsluitend het terrein van de aristocratie), omdat vanaf Napoleon iemands capaciteiten belangrijker werden dan iemands afkomst.[12]
- Nadat Napoleon in 1815 was verslagen, werd de door Napoleon "geroofde" kunst teruggeëist door de betreffende landen. Het was een eis van de tweede Vrede van Parijs (1815). Het levenswerk van conservator Vivant Denon van het Musée Napoléon werd alzo tenietgedaan. De teruggekregen kunstwerken werden echter niet langer als de privécollectie beschouwd van een koning of prins maar ondergebracht in openbare musea. Het was het begin van de nationale musea in de meeste Europese landen; in Nederland van het Rijksmuseum Amsterdam.

## Familie, huwelijken en kinderen
Napoleon was de tweede in een gezin van acht kinderen, die allemaal op Corsica geboren waren. Tussen de broers heerste vaak rivaliteit, jaloezie en wantrouwen.  Napoleon zag zich na de dood van zijn vader als gezinshoofd. Hij bevorderde de loopbanen van zijn broers (Jozef Bonaparte, Lucien, Jérome, Lodewijk Napoleon) en gaf hen politieke of militaire functies. Ook bevorderde hij de sociale status van zijn zussen, van zijn schoonbroer Joachim Murat en van zijn stiefzoon Eugène de Beauharnais. Hun onbekwaamheid of andere gebreken zag hij meestal door de vingers.
Napoleon wilde een dynastie stichten, vooral nadat hij keizer was geworden. Zijn huwelijk met Joséphine de Beauharnais bleef kinderloos. Hij scheidde om als keizer een wettige erfgenaam te hebben. Het huwelijk in 1810 met Marie-Louise van Oostenrijk, een dochter van keizer Frans I van Oostenrijk was een politiek huwelijk. Marie-Louise verliet hem na diens eerste abdicatie in 1814 en volgde haar vader naar Oostenrijk.

### Relaties en kinderen

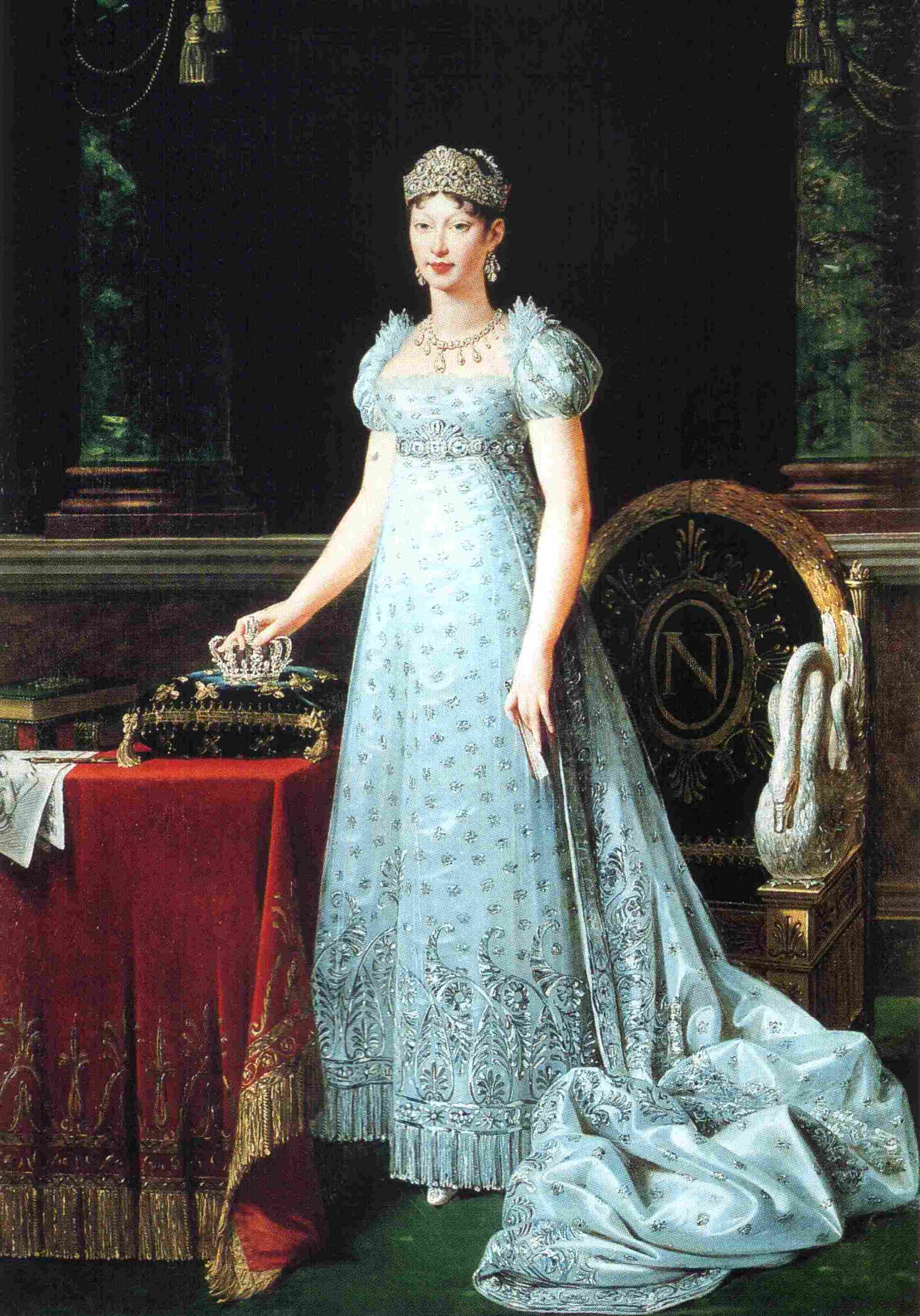
Marie-Louise, keizerin der Fransen. Portret door Robert Lefèvre.

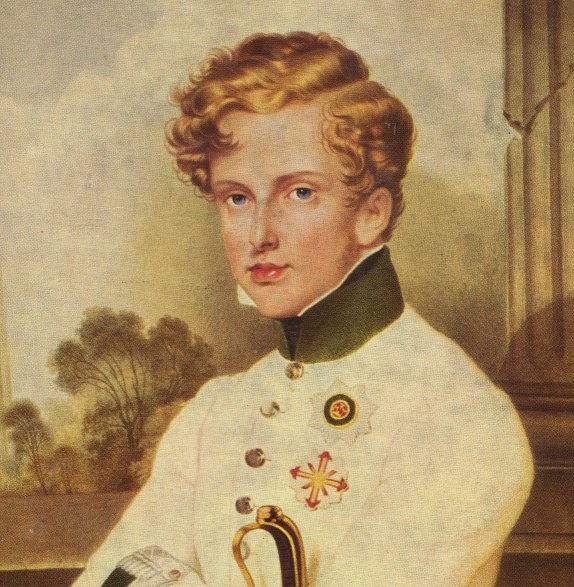
Napoleons enige wettige zoon, Napoleon II, geschilderd door Moritz Michael Daffinger

Napoleon had talrijke affaires en verwekte twee of meer buitenechtelijke kinderen, naast zijn enige wettige zoon Napoleon II.
Zijn jeugdliefde was Désirée Clary, de schoonzuster van Jozef Bonaparte en latere koningin van Zweden. Zij en Napoleon waren sinds 1794 samen en in 1795 en 1796 verloofd.
Napoleon trad in 1796 in het huwelijk met Joséphine de Beauharnais (geboren als Marie-Josèph-Rose Tascher de la Pagerie), weduwe van Alexandre de Beauharnais en de maîtresse van de Franse machthebber Paul Barras (over wie nochtans geruchten de ronde deden dat hij homoseksueel was). Napoleon nam de rol van vader op zich over haar twee kinderen Eugène en Hortense en hun nichtje Stéphanie. Joséphine werd keizerin der Fransen, maar omdat zij en Napoleon geen kinderen kregen, liet hij zich op 5 december 1809 van haar scheiden.
Gedurende zijn huwelijk met Joséphine verwekte Napoleon twee of meer onwettige kinderen:
- Charles Léon (december 1806 - 15 april 1881) bij Éléonore Denuelle de la Plaigne, een hofdame van Joséphine.
- Alexandre Colonna (4 mei 1810 – 27 oktober 1868) bij Maria Walewska, een Poolse gravin.

Beide zoons hadden nakomelingen.
Omdat Napoleon een zoon wilde die hem als keizer kon opvolgen onderhandelde hij zowel met Rusland als met Oostenrijk om met een prinses te kunnen huwen. Uiteindelijk huwde Napoleon in 1810 met Marie Louise van Oostenrijk, dochter van de Oostenrijkse keizer Frans I. Ze werd keizerin der Fransen en zij kregen in 1811 een zoon:
- Frans Karel Jozef (Napoleon II), koning van Rome.

Na Napoleons abdicatie in 1814 en verbanning naar Elba werd hij aan het hof van Oostenrijk opgevoed en kreeg hij de titel van hertog van Reichstadt.

## Napoleon en de Rooms-Katholieke Kerk
Met de bedoeling de meerderheid van de bevolking, die aan de traditionele Kerk gehecht bleef, gunstig voor zich te stemmen trachtte Napoleon meteen bij zijn aantreden de gang van zaken op religieus gebied weer normaal te maken. De Republikeinse feesten verdwenen. Onbeëdigde priesters mochten opnieuw het land binnen. De eed van haat tegen de kroon werd vervangen door een verklaring van trouw aan de grondwet en voor Napoleon bleef de godsdienst het enige efficiënte middel om het volk in de maatschappelijke ongelijkheid te doen berusten.
Hij sloot een concordaat met paus Pius VII. Door de ondertekening van het Concordaat van 15 juli 1801 erkende de Kerk de Republiek. De eredienst werd opnieuw openbaar en vrij, maar de Staat kon hem aan reglementaire voorschriften onderwerpen. De paus vroeg en verkreeg het ontslag van het toenmalige volledige episcopaat. Deze drastische maatregel betekende het einde van het gallicanisme. De nieuwe bisschoppen werden door de Eerste Consul benoemd; hun canonieke aanstelling gebeurde door de paus. De bisschop werd baas in zijn eigen diocees onder toezicht van het burgerlijk gezag. De paus erkende de verkoop van de kerkelijke goederen. De bedienaars van de eredienst ontvingen voortaan - in ruil - een bezoldiging van de Staat. Bonaparte legde op 8 april 1802 het Concordaat ter goedkeuring voor aan de wetgevende vergaderingen na toevoeging van een reeks artikelen die de macht van de paus inperkten en de organisatie van de eredienst regelden.
Op 2 december 1804 kroonde Napoleon zichzelf tot keizer in aanwezigheid van paus Pius VII. Later werd hij door deze zelfde paus geëxcommuniceerd, na zijn aanvallen op Pauselijke Staten.
Door diverse maatregelen nam vanaf 1805 het aanzien van de katholieke godsdienst opnieuw toe:
- de zondagsrust werd ingesteld.
- de gregoriaanse kalender werd opnieuw ingevoerd.
- voornamen moesten gekozen worden uit de namen van de heiligenkalender.
- hospitaal- en onderwijscongregaties mochten opnieuw inrichtingen openen.

Het Concordaat had alleen betrekking op de Katholieke Kerk. Voor de protestanten en de joden werden andere regelingen uitgewerkt.

## Misverstand over lengte

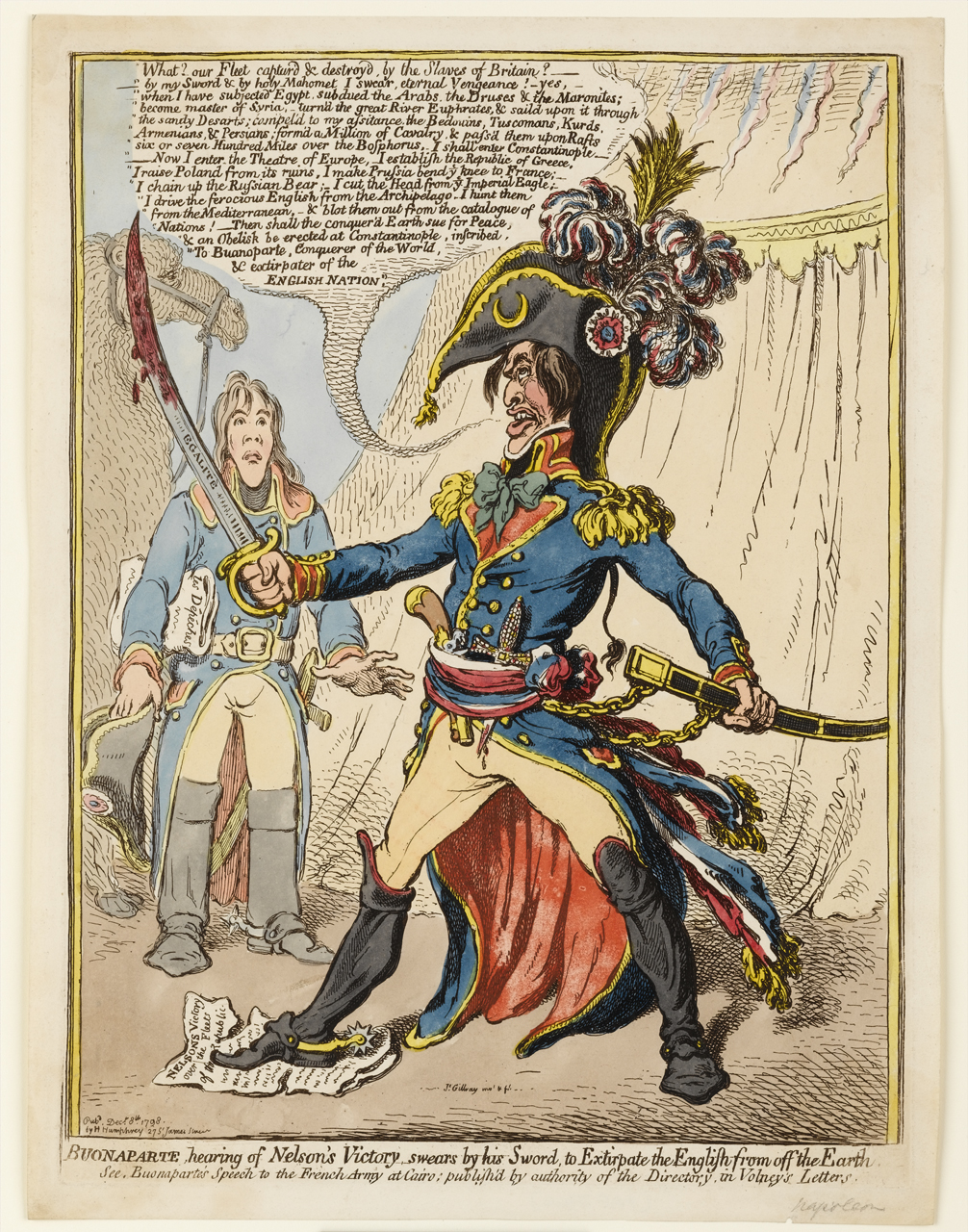
Karikatuur van James Gillray. Een woedende Napoleon Bonaparte bij het vernemen van het nieuws dat Nelson de Franse vloot had vernietigd tijdens de Slag bij de Nijl.

Een wijdverbreid misverstand over Napoleon Bonaparte is, dat hij klein van stuk zou zijn geweest. Met name in spotprenten en karikaturen die tijdens zijn leven over hem werden gemaakt, werd hij vaak afgebeeld als een lilliputter. Dit beeld is in veel hedendaagse media overgenomen en heeft onder andere bijgedragen aan het begrip napoleoncomplex. In werkelijkheid was Napoleon ongeveer 1,67 meter lang (cinq pieds deux pouces trois lignes; vijf voet, twee duim, drie lijn), wat een gemiddelde lichaamslengte was voor mensen uit de vroege 19e eeuw.
Aan de misvatting over zijn lengte liggen meerdere oorzaken ten grondslag. Allereerst verkeerde Napoleon vaak in gezelschap van zijn lijfwachten, die doorgaans werden geselecteerd op hun uitzonderlijk grote lengte, waardoor Napoleon ten opzichte van hen klein leek. Verder is het misverstand terug te voeren op Britse oorlogspropaganda van onder andere James Gillray en een omrekenfout door de verschillen in maateenheden die Frankrijk en Engeland destijds hanteerden (de Franse voet is 2 cm langer dan de Engelse voet, hetgeen bij 5 voet 10 cm scheelt).

## Napoleon en de kunst
Zijn figuur en leven werd een inspiratiebron voor vele schrijvers en dichters (Victor Hugo, Lord Byron e.a.), filmregisseurs, beeldhouwers en schilders. Vooral de schilderijen die Jacques-Louis David over hem maakte hebben een sterke invloed gehad op het beeld dat het publiek na zijn dood van hem zou bewaren.
Tijdens het keizerrijk gaf Napoleon grote opdrachten voor de productie van meubelen, stoffen, juwelen en porselein. Er ontstond een stijl die de glorie van het machtige Frankrijk uitstraalde: de empirestijl.

## Napoleon en het schaakspel
Napoleon is mogelijk een van de grootste (militaire) staatsfiguren in de geschiedenis die een schaakenthousiast was. Er zijn talrijke verwijzingen naar zijn liefde voor het spel. In Abel Gances epische biografische film over Napoleons vroege carrière is Napoleon te zien wanneer hij generaal Lazare Hoche met een partijtje schaak verslaat.
Napoleons grootste deugden waren zijn wiskundige geest, zijn fenomenaal geheugen, zijn tomeloze energie en zijn rijke verbeelding. Daarbij misstonden zijn uitspraken over militaire strategie als aforisme het schaakspel niet. Zo zei hij in zijn streven naar onsterfelijkheid door verovering:

Pour l'espace, nous pouvons toujours le regagner. Le temps perdu, jamais.(Ruimte kunnen we terugwinnen, tijd nooit.)

Hij geloofde niet in het toeval en dat je de regie in eigen handen hebt: "Er bestaat niet zoiets als een ongeluk. Het is het noodlot met een verkeerde naam."

N'interrompez jamais un ennemi qui est en train de faire une erreur.(Stoor je vijand nooit wanneer hij een fout aan het maken is.)

Hoe goed hij zijn militaire ideeën ook in het schaakspel wist toe te passen is echter niet duidelijk.
Hij bezocht het beroemde Café de la Régence waar hij partijen op een eigen marmeren schaakbord speelde. Maar er zijn geen partijen overgeleverd waarvan met zekerheid gesteld kan worden dat ze van Napoleon afkomstig zijn. Het was echter algemeen erkend dat hij niet bijzonder sterk was. Een schaakspeler schreef:
"Napoleon, as a chess-player, was not really of great force. His soul demanded a larger field for the expansion of its faculties. His chess was that of Marengo, of Austerlitz, of Jenn, and of Eylau. Upon our mosaic of sixty-four squares I could have given him the rook; upon his own board he could afford odds to Julius Caesar. Buonaparte had no time to make chess a study. He played the openings badly, and was impatient if his adversary dwelt too long upon his move. Each minute of the clock was life to a mind so energetic. In the middle stage of the game, when the skirmish was really complicated of aspect, Napoleon frequently struck out a brilliant coup. Under defeat at chess, the great soldier was sore and irritable; although it is presumed that those favourites with whom he played were doubtless far too courtly to carry victory unpleasantly far. Had the scene of battle been the humble, forgotten [café de la] Régence, and the time twenty years back, the chief might have won fewer games than he did in the Tuileries".
De drang om toch iets over zijn spel terug te vinden heeft ertoe geleid dat in de loop van de tijd partijen naar boven zijn komen drijven, maar er is grote twijfel of dat deze aan hem toegeschreven kunnen worden en of dat ze opgefleurd zijn om het interessanter te doen voorkomen.

Napoleon schaakte op Sint Helena vele uren met zijn trouwe adjudant generaal Henri-Gatien Bertrand, die hem in zijn ballingschap vergezelde. Mogelijk waande hij zodoende nog macht te kunnen oefenen over zijn houten troepen, nadat hij die van vlees en bloed in Waterloo verloren had. In Hugh Alexander Kennedy's boek More reminiscences in the Life of Augustus fitzsnob, esq. (1860), gaf H.A. Kennedy de notatie van een partij waar later veelvuldig naar verwezen werd als zijnde een van dergelijke schaakpartijen. Ook in De Hollandsche schaakspeler van Verbeek wordt er een dergelijke verwijzing gemaakt. Over de omstandigheden waarin deze partij door Napoleon met winst afgesloten zou zijn, mijmerde de auteur:
Een indrukwekkend gezigt moet het geweest zijn dien man wiens blik de wereld deed sidderen aldus opgesloten te zien de gloriezon van Marengo en Austerlitz een droom - het slagveld nu een speeltuig van ivoor naauwelijks twee vierkante voeten groot!
Alas, in werkelijkheid bleek het slechts de notatie van een partij tussen Kennedy zelf en John Owen te zijn. Het schaakbord waarop Napoleon in Sint Helene speelde, een walnoten tafel met ivoren stukken, is heden te bezichtigen in het salon van de Biltmore House, in de Verenigde Staten.
De enige overgeleverde partij van Napoleon die heel misschien een betrouwbaar beeld geeft van zijn spel was zijn verliespartij in 1809 die hij speelde in Paleis Schönbrunn tegen de Turk, de zogenaamde schaakmachine van Wolfgang von Kempelen. De zogenaamde machine was eigenlijk de zeer sterke schaker Johann Baptist Allgaier. In een eerste partij zou Napoleon meerdere keren een illegale zet geprobeerd hebben, waarbij de Turk uiteindelijk alle stukken van het bord veegde. Napoleon speelde toen een serieus spel met de machine, waarin hij na negentien zetten zijn koning om moest leggen. De verliespartij van vierentwintig zetten is vermoedelijk ook in deze match gespeeld. (Zie Externe link.)

## Stamboom
|                                    |                                    |                                      |                                      |                                      |                                      |                                      |                                      |                                     |                                     |                                      |                                      |                                      |                                      |                                      |                                      | Keizer Frans I Stefan (1708–1765) | Keizer Frans I Stefan (1708–1765) | Keizer Frans I Stefan (1708–1765) | Keizer Frans I Stefan (1708–1765) | Keizer Frans I Stefan (1708–1765) | Keizer Frans I Stefan (1708–1765) |                                |                                | Maria Theresia van Oostenrijk (1717-1780) | Maria Theresia van Oostenrijk (1717-1780) | Maria Theresia van Oostenrijk (1717-1780) | Maria Theresia van Oostenrijk (1717-1780) | Maria Theresia van Oostenrijk (1717-1780) | Maria Theresia van Oostenrijk (1717-1780) |                                         |                                         | Karel III van Spanje (1716–1788) | Karel III van Spanje (1716–1788) | Karel III van Spanje (1716–1788)           | Karel III van Spanje (1716–1788)           | Karel III van Spanje (1716–1788)           | Karel III van Spanje (1716–1788)           |                                            |                                            | Maria Amalia van Saksen (1724–1760)            | Maria Amalia van Saksen (1724–1760)            | Maria Amalia van Saksen (1724–1760)            | Maria Amalia van Saksen (1724–1760)            | Maria Amalia van Saksen (1724–1760)            | Maria Amalia van Saksen (1724–1760)            |                                           |                                           |  |  |  |  |  |  |
|                                    |                                    |                                      |                                      |                                      |                                      |                                      |                                      |                                     |                                     |                                      |                                      |                                      |                                      |                                      |                                      | Keizer Frans I Stefan (1708–1765) | Keizer Frans I Stefan (1708–1765) | Keizer Frans I Stefan (1708–1765) | Keizer Frans I Stefan (1708–1765) | Keizer Frans I Stefan (1708–1765) | Keizer Frans I Stefan (1708–1765) |                                |                                | Maria Theresia van Oostenrijk (1717-1780) | Maria Theresia van Oostenrijk (1717-1780) | Maria Theresia van Oostenrijk (1717-1780) | Maria Theresia van Oostenrijk (1717-1780) | Maria Theresia van Oostenrijk (1717-1780) | Maria Theresia van Oostenrijk (1717-1780) |                                         |                                         | Karel III van Spanje (1716–1788) | Karel III van Spanje (1716–1788) | Karel III van Spanje (1716–1788)           | Karel III van Spanje (1716–1788)           | Karel III van Spanje (1716–1788)           | Karel III van Spanje (1716–1788)           |                                            |                                            | Maria Amalia van Saksen (1724–1760)            | Maria Amalia van Saksen (1724–1760)            | Maria Amalia van Saksen (1724–1760)            | Maria Amalia van Saksen (1724–1760)            | Maria Amalia van Saksen (1724–1760)            | Maria Amalia van Saksen (1724–1760)            |                                           |                                           |  |  |  |  |  |  |
|                                    |                                    |                                      |                                      |                                      |                                      |                                      |                                      |                                     |                                     |                                      |                                      |                                      |                                      |                                      |                                      |                                   |                                   |                                   |                                   |                                   |                                   |                                |                                |                                           |                                           |                                           |                                           |                                           |                                           |                                         |                                         |                                  |                                  |                                            |                                            |                                            |                                            |                                            |                                            |                                                |                                                |                                                |                                                |                                                |                                                |                                           |                                           |  |  |  |  |  |  |
|                                    |                                    |                                      |                                      |                                      |                                      |                                      |                                      |                                     |                                     |                                      |                                      |                                      |                                      |                                      |                                      |                                   |                                   |                                   |                                   |                                   |                                   |                                |                                |                                           |                                           |                                           |                                           |                                           |                                           |                                         |                                         |                                  |                                  |                                            |                                            |                                            |                                            |                                            |                                            |                                                |                                                |                                                |                                                |                                                |                                                |                                           |                                           |  |  |  |  |  |  |
|                                    |                                    |                                      |                                      |                                      |                                      |                                      |                                      |                                     |                                     |                                      |                                      |                                      |                                      |                                      |                                      |                                   |                                   |                                   |                                   |                                   |                                   |                                |                                |                                           |                                           |                                           |                                           |                                           |                                           |                                         |                                         |                                  |                                  |                                            |                                            |                                            |                                            |                                            |                                            |                                                |                                                |                                                |                                                |                                                |                                                |                                           |                                           |  |  |  |  |  |  |
|                                    |                                    |                                      |                                      |                                      |                                      |                                      |                                      |                                     |                                     |                                      |                                      |                                      |                                      |                                      |                                      |                                   |                                   |                                   |                                   |                                   |                                   |                                |                                |                                           |                                           |                                           |                                           |                                           |                                           |                                         |                                         |                                  |                                  |                                            |                                            |                                            |                                            |                                            |                                            |                                                |                                                |                                                |                                                |                                                |                                                |                                           |                                           |  |  |  |  |  |  |
| Giuseppe Maria Buonaparte          | Giuseppe Maria Buonaparte          | Giuseppe Maria Buonaparte            | Giuseppe Maria Buonaparte            | Giuseppe Maria Buonaparte            | Giuseppe Maria Buonaparte            |                                      |                                      | Maria Saveria Paravicini            | Maria Saveria Paravicini            | Maria Saveria Paravicini             | Maria Saveria Paravicini             | Maria Saveria Paravicini             | Maria Saveria Paravicini             |                                      |                                      |                                   |                                   | Keizer Leopold II (1747-1792)     | Keizer Leopold II (1747-1792)     | Keizer Leopold II (1747-1792)     | Keizer Leopold II (1747-1792)     | Keizer Leopold II (1747-1792)  | Keizer Leopold II (1747-1792)  |                                           |                                           | Marie Louise van Spanje (1745–1792)       | Marie Louise van Spanje (1745–1792)       | Marie Louise van Spanje (1745–1792)       | Marie Louise van Spanje (1745–1792)       | Marie Louise van Spanje (1745–1792)     | Marie Louise van Spanje (1745–1792)     |                                  |                                  | Ferdinand I der Beide Siciliën (1751–1825) | Ferdinand I der Beide Siciliën (1751–1825) | Ferdinand I der Beide Siciliën (1751–1825) | Ferdinand I der Beide Siciliën (1751–1825) | Ferdinand I der Beide Siciliën (1751–1825) | Ferdinand I der Beide Siciliën (1751–1825) |                                                |                                                | Maria Carolina van Oostenrijk (1752-1814)      | Maria Carolina van Oostenrijk (1752-1814)      | Maria Carolina van Oostenrijk (1752-1814)      | Maria Carolina van Oostenrijk (1752-1814)      | Maria Carolina van Oostenrijk (1752-1814) | Maria Carolina van Oostenrijk (1752-1814) |  |  |  |  |  |  |
| Giuseppe Maria Buonaparte          | Giuseppe Maria Buonaparte          | Giuseppe Maria Buonaparte            | Giuseppe Maria Buonaparte            | Giuseppe Maria Buonaparte            | Giuseppe Maria Buonaparte            |                                      |                                      | Maria Saveria Paravicini            | Maria Saveria Paravicini            | Maria Saveria Paravicini             | Maria Saveria Paravicini             | Maria Saveria Paravicini             | Maria Saveria Paravicini             |                                      |                                      |                                   |                                   | Keizer Leopold II (1747-1792)     | Keizer Leopold II (1747-1792)     | Keizer Leopold II (1747-1792)     | Keizer Leopold II (1747-1792)     | Keizer Leopold II (1747-1792)  | Keizer Leopold II (1747-1792)  |                                           |                                           | Marie Louise van Spanje (1745–1792)       | Marie Louise van Spanje (1745–1792)       | Marie Louise van Spanje (1745–1792)       | Marie Louise van Spanje (1745–1792)       | Marie Louise van Spanje (1745–1792)     | Marie Louise van Spanje (1745–1792)     |                                  |                                  | Ferdinand I der Beide Siciliën (1751–1825) | Ferdinand I der Beide Siciliën (1751–1825) | Ferdinand I der Beide Siciliën (1751–1825) | Ferdinand I der Beide Siciliën (1751–1825) | Ferdinand I der Beide Siciliën (1751–1825) | Ferdinand I der Beide Siciliën (1751–1825) |                                                |                                                | Maria Carolina van Oostenrijk (1752-1814)      | Maria Carolina van Oostenrijk (1752-1814)      | Maria Carolina van Oostenrijk (1752-1814)      | Maria Carolina van Oostenrijk (1752-1814)      | Maria Carolina van Oostenrijk (1752-1814) | Maria Carolina van Oostenrijk (1752-1814) |  |  |  |  |  |  |
|                                    |                                    |                                      |                                      |                                      |                                      |                                      |                                      |                                     |                                     |                                      |                                      |                                      |                                      |                                      |                                      |                                   |                                   |                                   |                                   |                                   |                                   |                                |                                |                                           |                                           |                                           |                                           |                                           |                                           |                                         |                                         |                                  |                                  |                                            |                                            |                                            |                                            |                                            |                                            |                                                |                                                |                                                |                                                |                                                |                                                |                                           |                                           |  |  |  |  |  |  |
|                                    |                                    |                                      |                                      |                                      |                                      |                                      |                                      |                                     |                                     |                                      |                                      |                                      |                                      |                                      |                                      |                                   |                                   |                                   |                                   |                                   |                                   |                                |                                |                                           |                                           |                                           |                                           |                                           |                                           |                                         |                                         |                                  |                                  |                                            |                                            |                                            |                                            |                                            |                                            |                                                |                                                |                                                |                                                |                                                |                                                |                                           |                                           |  |  |  |  |  |  |
| Carlo Maria Buonaparte (1746-1785) | Carlo Maria Buonaparte (1746-1785) | Carlo Maria Buonaparte (1746-1785)   | Carlo Maria Buonaparte (1746-1785)   | Carlo Maria Buonaparte (1746-1785)   | Carlo Maria Buonaparte (1746-1785)   |                                      |                                      | Maria Laetitia Ramolino (1750-1836) | Maria Laetitia Ramolino (1750-1836) | Maria Laetitia Ramolino (1750-1836)  | Maria Laetitia Ramolino (1750-1836)  | Maria Laetitia Ramolino (1750-1836)  | Maria Laetitia Ramolino (1750-1836)  |                                      |                                      | Joseph Tascher de la Pagerie      | Joseph Tascher de la Pagerie      | Joseph Tascher de la Pagerie      | Joseph Tascher de la Pagerie      | Joseph Tascher de la Pagerie      | Joseph Tascher de la Pagerie      |                                |                                | Rose-Claire des Vergers de Sanois         | Rose-Claire des Vergers de Sanois         | Rose-Claire des Vergers de Sanois         | Rose-Claire des Vergers de Sanois         | Rose-Claire des Vergers de Sanois         | Rose-Claire des Vergers de Sanois         |                                         |                                         | Keizer Frans II (1768-1835)      | Keizer Frans II (1768-1835)      | Keizer Frans II (1768-1835)                | Keizer Frans II (1768-1835)                | Keizer Frans II (1768-1835)                | Keizer Frans II (1768-1835)                |                                            |                                            | Maria Theresia van Bourbon-Sicilië (1772-1807) | Maria Theresia van Bourbon-Sicilië (1772-1807) | Maria Theresia van Bourbon-Sicilië (1772-1807) | Maria Theresia van Bourbon-Sicilië (1772-1807) | Maria Theresia van Bourbon-Sicilië (1772-1807) | Maria Theresia van Bourbon-Sicilië (1772-1807) |                                           |                                           |  |  |  |  |  |  |
| Carlo Maria Buonaparte (1746-1785) | Carlo Maria Buonaparte (1746-1785) | Carlo Maria Buonaparte (1746-1785)   | Carlo Maria Buonaparte (1746-1785)   | Carlo Maria Buonaparte (1746-1785)   | Carlo Maria Buonaparte (1746-1785)   |                                      |                                      | Maria Laetitia Ramolino (1750-1836) | Maria Laetitia Ramolino (1750-1836) | Maria Laetitia Ramolino (1750-1836)  | Maria Laetitia Ramolino (1750-1836)  | Maria Laetitia Ramolino (1750-1836)  | Maria Laetitia Ramolino (1750-1836)  |                                      |                                      | Joseph Tascher de la Pagerie      | Joseph Tascher de la Pagerie      | Joseph Tascher de la Pagerie      | Joseph Tascher de la Pagerie      | Joseph Tascher de la Pagerie      | Joseph Tascher de la Pagerie      |                                |                                | Rose-Claire des Vergers de Sanois         | Rose-Claire des Vergers de Sanois         | Rose-Claire des Vergers de Sanois         | Rose-Claire des Vergers de Sanois         | Rose-Claire des Vergers de Sanois         | Rose-Claire des Vergers de Sanois         |                                         |                                         | Keizer Frans II (1768-1835)      | Keizer Frans II (1768-1835)      | Keizer Frans II (1768-1835)                | Keizer Frans II (1768-1835)                | Keizer Frans II (1768-1835)                | Keizer Frans II (1768-1835)                |                                            |                                            | Maria Theresia van Bourbon-Sicilië (1772-1807) | Maria Theresia van Bourbon-Sicilië (1772-1807) | Maria Theresia van Bourbon-Sicilië (1772-1807) | Maria Theresia van Bourbon-Sicilië (1772-1807) | Maria Theresia van Bourbon-Sicilië (1772-1807) | Maria Theresia van Bourbon-Sicilië (1772-1807) |                                           |                                           |  |  |  |  |  |  |
|                                    |                                    |                                      |                                      |                                      |                                      |                                      |                                      |                                     |                                     |                                      |                                      |                                      |                                      |                                      |                                      |                                   |                                   |                                   |                                   |                                   |                                   |                                |                                |                                           |                                           |                                           |                                           |                                           |                                           |                                         |                                         |                                  |                                  |                                            |                                            |                                            |                                            |                                            |                                            |                                                |                                                |                                                |                                                |                                                |                                                |                                           |                                           |  |  |  |  |  |  |
|                                    |                                    |                                      |                                      |                                      |                                      |                                      |                                      |                                     |                                     |                                      |                                      |                                      |                                      |                                      |                                      |                                   |                                   |                                   |                                   |                                   |                                   |                                |                                |                                           |                                           |                                           |                                           |                                           |                                           |                                         |                                         |                                  |                                  |                                            |                                            |                                            |                                            |                                            |                                            |                                                |                                                |                                                |                                                |                                                |                                                |                                           |                                           |  |  |  |  |  |  |
|                                    |                                    |                                      |                                      |                                      |                                      |                                      |                                      |                                     |                                     |                                      |                                      |                                      |                                      |                                      |                                      |                                   |                                   |                                   |                                   |                                   |                                   |                                |                                |                                           |                                           |                                           |                                           |                                           |                                           |                                         |                                         |                                  |                                  |                                            |                                            |                                            |                                            |                                            |                                            |                                                |                                                |                                                |                                                |                                                |                                                |                                           |                                           |  |  |  |  |  |  |
|                                    |                                    |                                      |                                      |                                      |                                      |                                      |                                      |                                     |                                     |                                      |                                      |                                      |                                      |                                      |                                      |                                   |                                   |                                   |                                   |                                   |                                   |                                |                                |                                           |                                           |                                           |                                           |                                           |                                           |                                         |                                         |                                  |                                  |                                            |                                            |                                            |                                            |                                            |                                            |                                                |                                                |                                                |                                                |                                                |                                                |                                           |                                           |  |  |  |  |  |  |
|                                    |                                    | Alexandre de Beauharnais (1760-1794) | Alexandre de Beauharnais (1760-1794) | Alexandre de Beauharnais (1760-1794) | Alexandre de Beauharnais (1760-1794) | Alexandre de Beauharnais (1760-1794) | Alexandre de Beauharnais (1760-1794) |                                     |                                     | Joséphine de Beauharnais (1763-1814) | Joséphine de Beauharnais (1763-1814) | Joséphine de Beauharnais (1763-1814) | Joséphine de Beauharnais (1763-1814) | Joséphine de Beauharnais (1763-1814) | Joséphine de Beauharnais (1763-1814) |                                   |                                   | Napoleon Bonaparte (1769-1821)    | Napoleon Bonaparte (1769-1821)    | Napoleon Bonaparte (1769-1821)    | Napoleon Bonaparte (1769-1821)    | Napoleon Bonaparte (1769-1821) | Napoleon Bonaparte (1769-1821) |                                           |                                           | Marie Louise van Oostenrijk (1791–1847)   | Marie Louise van Oostenrijk (1791–1847)   | Marie Louise van Oostenrijk (1791–1847)   | Marie Louise van Oostenrijk (1791–1847)   | Marie Louise van Oostenrijk (1791–1847) | Marie Louise van Oostenrijk (1791–1847) |                                  |                                  |                                            |                                            |                                            |                                            |                                            |                                            |                                                |                                                |                                                |                                                |                                                |                                                |                                           |                                           |  |  |  |  |  |  |
|                                    |                                    | Alexandre de Beauharnais (1760-1794) | Alexandre de Beauharnais (1760-1794) | Alexandre de Beauharnais (1760-1794) | Alexandre de Beauharnais (1760-1794) | Alexandre de Beauharnais (1760-1794) | Alexandre de Beauharnais (1760-1794) |                                     |                                     | Joséphine de Beauharnais (1763-1814) | Joséphine de Beauharnais (1763-1814) | Joséphine de Beauharnais (1763-1814) | Joséphine de Beauharnais (1763-1814) | Joséphine de Beauharnais (1763-1814) | Joséphine de Beauharnais (1763-1814) |                                   |                                   | Napoleon Bonaparte (1769-1821)    | Napoleon Bonaparte (1769-1821)    | Napoleon Bonaparte (1769-1821)    | Napoleon Bonaparte (1769-1821)    | Napoleon Bonaparte (1769-1821) | Napoleon Bonaparte (1769-1821) |                                           |                                           | Marie Louise van Oostenrijk (1791–1847)   | Marie Louise van Oostenrijk (1791–1847)   | Marie Louise van Oostenrijk (1791–1847)   | Marie Louise van Oostenrijk (1791–1847)   | Marie Louise van Oostenrijk (1791–1847) | Marie Louise van Oostenrijk (1791–1847) |                                  |                                  |                                            |                                            |                                            |                                            |                                            |                                            |                                                |                                                |                                                |                                                |                                                |                                                |                                           |                                           |  |  |  |  |  |  |
|                                    |                                    |                                      |                                      |                                      |                                      |                                      |                                      |                                     |                                     |                                      |                                      |                                      |                                      |                                      |                                      |                                   |                                   |                                   |                                   |                                   |                                   |                                |                                |                                           |                                           |                                           |                                           |                                           |                                           |                                         |                                         |                                  |                                  |                                            |                                            |                                            |                                            |                                            |                                            |                                                |                                                |                                                |                                                |                                                |                                                |                                           |                                           |  |  |  |  |  |  |
| Lodewijk Napoleon (1778–1846)      | Lodewijk Napoleon (1778–1846)      | Lodewijk Napoleon (1778–1846)        | Lodewijk Napoleon (1778–1846)        | Lodewijk Napoleon (1778–1846)        | Lodewijk Napoleon (1778–1846)        |                                      |                                      | Hortense de Beauharnais (1783-1837) | Hortense de Beauharnais (1783-1837) | Hortense de Beauharnais (1783-1837)  | Hortense de Beauharnais (1783-1837)  | Hortense de Beauharnais (1783-1837)  | Hortense de Beauharnais (1783-1837)  |                                      |                                      |                                   |                                   |                                   |                                   |                                   |                                   | Napoleon II (1811-1832)        | Napoleon II (1811-1832)        | Napoleon II (1811-1832)                   | Napoleon II (1811-1832)                   | Napoleon II (1811-1832)                   | Napoleon II (1811-1832)                   |                                           |                                           |                                         |                                         |                                  |                                  |                                            |                                            |                                            |                                            |                                            |                                            |                                                |                                                |                                                |                                                |                                                |                                                |                                           |                                           |  |  |  |  |  |  |
| Lodewijk Napoleon (1778–1846)      | Lodewijk Napoleon (1778–1846)      | Lodewijk Napoleon (1778–1846)        | Lodewijk Napoleon (1778–1846)        | Lodewijk Napoleon (1778–1846)        | Lodewijk Napoleon (1778–1846)        |                                      |                                      | Hortense de Beauharnais (1783-1837) | Hortense de Beauharnais (1783-1837) | Hortense de Beauharnais (1783-1837)  | Hortense de Beauharnais (1783-1837)  | Hortense de Beauharnais (1783-1837)  | Hortense de Beauharnais (1783-1837)  |                                      |                                      |                                   |                                   |                                   |                                   |                                   |                                   | Napoleon II (1811-1832)        | Napoleon II (1811-1832)        | Napoleon II (1811-1832)                   | Napoleon II (1811-1832)                   | Napoleon II (1811-1832)                   | Napoleon II (1811-1832)                   |                                           |                                           |                                         |                                         |                                  |                                  |                                            |                                            |                                            |                                            |                                            |                                            |                                                |                                                |                                                |                                                |                                                |                                                |                                           |                                           |  |  |  |  |  |  |
|                                    |                                    |                                      |                                      |                                      |                                      |                                      |                                      |                                     |                                     |                                      |                                      |                                      |                                      |                                      |                                      |                                   |                                   |                                   |                                   |                                   |                                   |                                |                                |                                           |                                           |                                           |                                           |                                           |                                           |                                         |                                         |                                  |                                  |                                            |                                            |                                            |                                            |                                            |                                            |                                                |                                                |                                                |                                                |                                                |                                                |                                           |                                           |  |  |  |  |  |  |
|                                    |                                    |                                      |                                      | Napoleon III (1808-1873)             |                                      |                                      |                                      |                                     |                                     |                                      |                                      |                                      |                                      |                                      |                                      |                                   |                                   |                                   |                                   |                                   |                                   |                                |                                |                                           |                                           |                                           |                                           |                                           |                                           |                                         |                                         |                                  |                                  |                                            |                                            |                                            |                                            |                                            |                                            |                                                |                                                |                                                |                                                |                                                |                                                |                                           |                                           |  |  |  |  |  |  |

## Trivia
- Napoleon gebruikte iedere dag een flesje eau de cologne en liet maandelijks een grote partij uit Keulen aanvoeren.[24]
- Medio november 2014 bood een verzamelaar van napoleoneske parafernalia op een veiling 1.884.000 euro voor een authentieke steekhoed van Napoleon. Zo bestaan er nu nog 19. Het hoofddeksel van de vroegere Franse keizer kwam uit de collectie van het prinselijk paleis van Monaco.
- Napoleon had weinig op met dieren, hoewel het hondje van zijn eerste vrouw Joséphine toch werd gedoogd. Met katten had hij helemaal niks; naar verluidt leed hij aan ailurofobie, maar hiervoor zijn geen rechtstreekse bewijzen.[25]
- Adolphe Mortier, hertog van Treviso, die 1,95 m groot was, zou ooit een boek uit een bovenste boekenrek gehaald hebben dat Napoleon moeilijk kon bereiken en daarbij gezegd hebben: Sire, je suis plus grand que vous. De keizer zou geantwoord hebben: Vous voulez dire plus long? of: Vous voulez dire plus grand de taille?

## Afbeeldingen

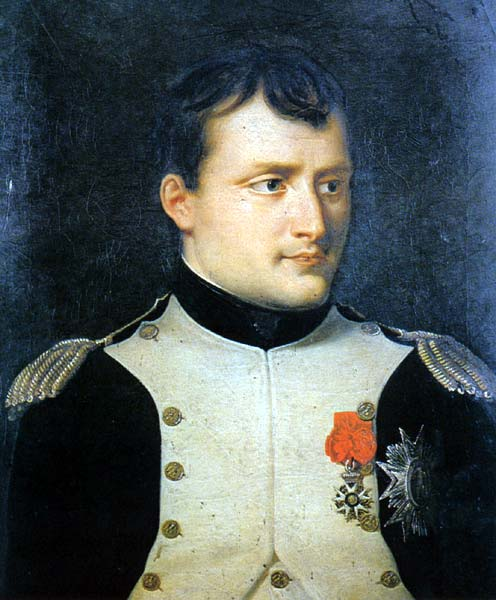
Portret van Napoleon
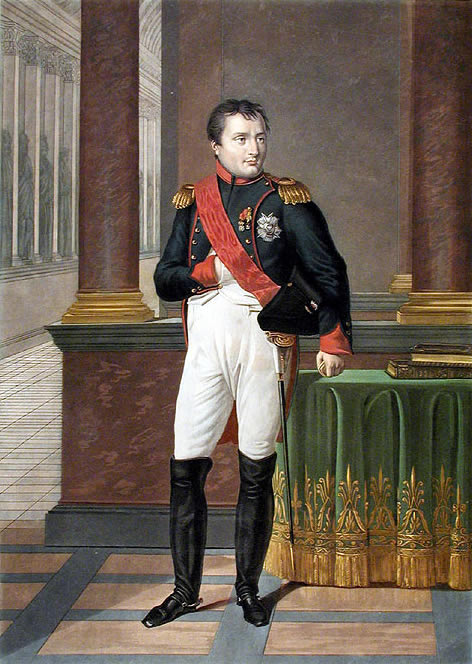
Portret van Napoleon
Napoleon als jonge luitenant
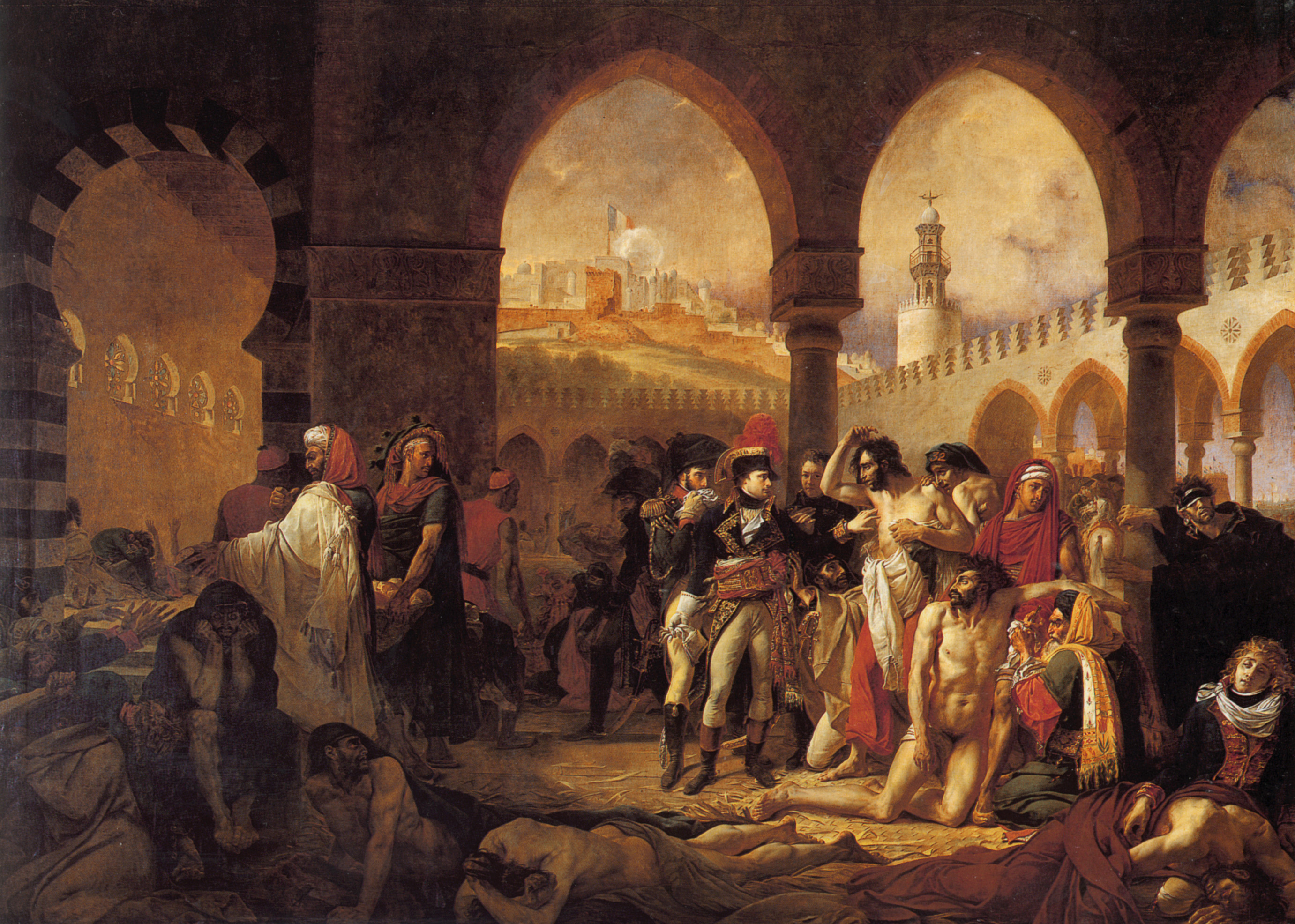
Napoleon in Jaffa
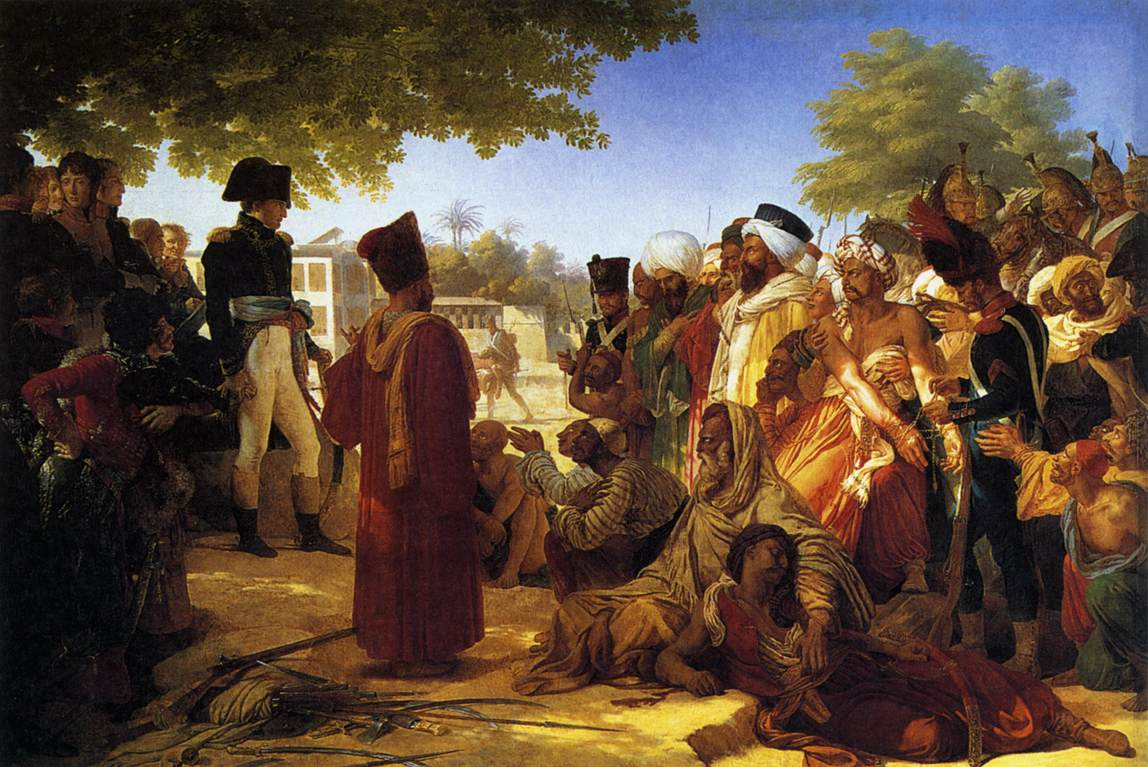
Napoleon in Cairo
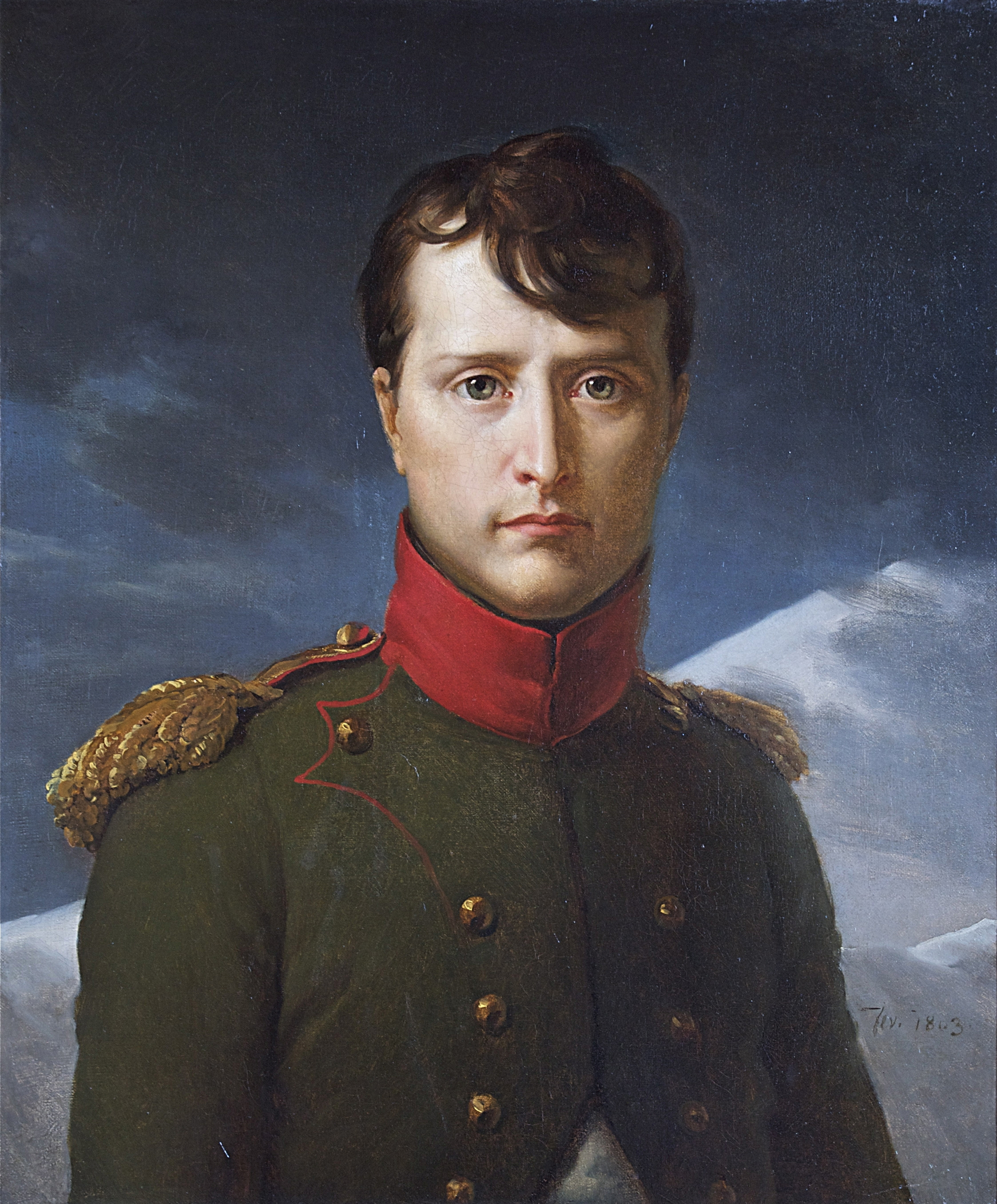
Napoleon als Eerste Consul
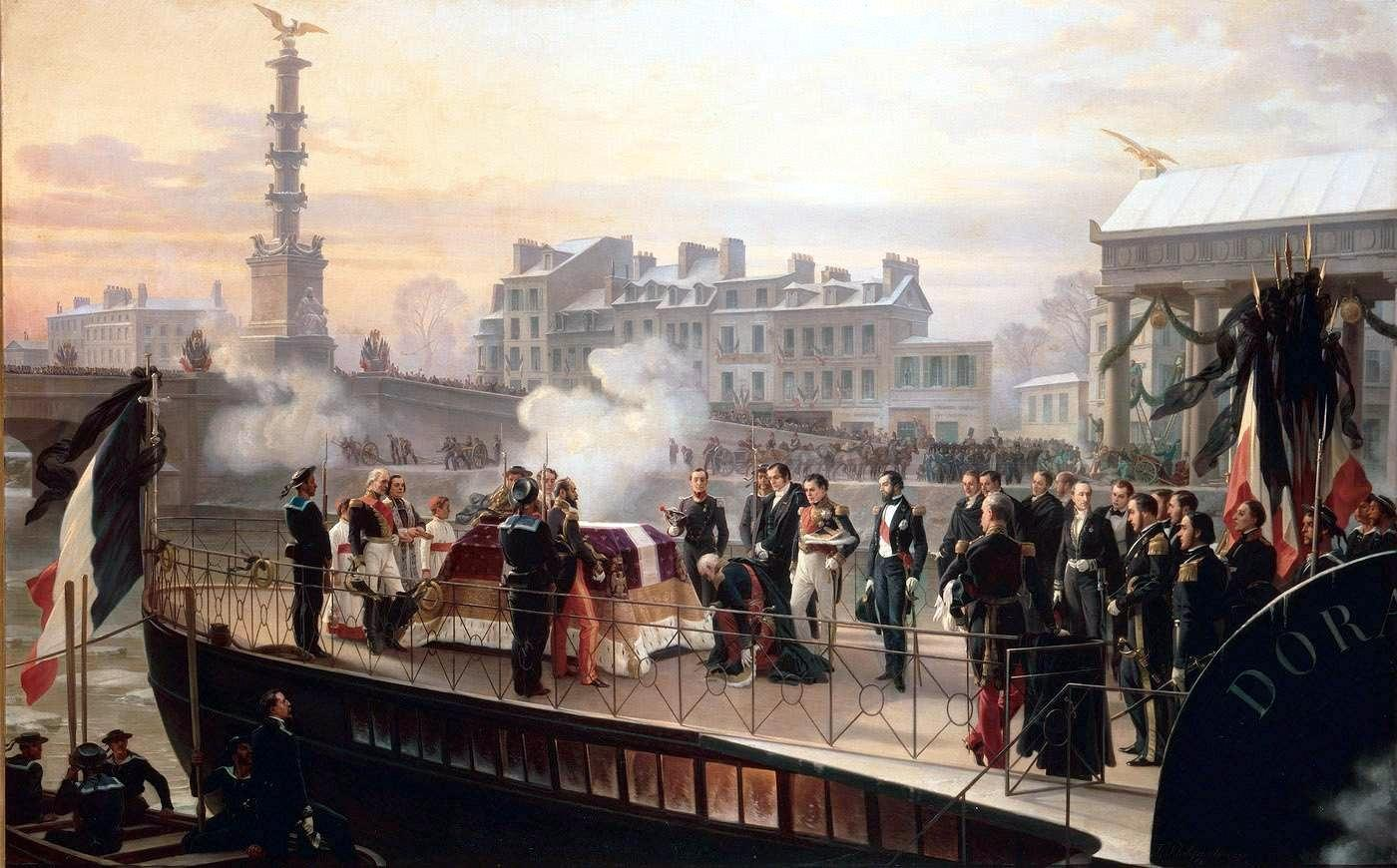
Transport van de stoffelijke resten van Napoleon in 1840